# Élections fédérales canadiennes de 2021 au Québec
Les élections fédérales canadiennes de 2021 au Québec, comme dans le reste du Canada, ont lieu le 20 septembre 2021. La province est représentée par 78 députés à la Chambre des communes, soit le même nombre que lors des élections fédérales canadiennes de 2019 au Québec.
Les principaux partis obtiennent sensiblement le même nombre de voix, tandis que le nombre de sièges remportés reste inchangé. À noter la légère progression du Parti conservateur et du Parti populaire, l'écroulement du Parti vert, comme dans le reste du pays, et le NPD qui poursuit sa descente et passe sous la barre des 10 %, tout en conservant le siège de Rosemont—La Petite-Patrie. Aussi, aucun siège ne change de main, malgré le recomptage dans Châteauguay—Lacolle, où le candidat bloquiste est proclamé initialement vainqueur, pour ensuite perdre par 12 voix (l'écart le plus serré de l'élection) contre la députée sortante, du Parti libéral.

## Résultats par parti

### Résultats généraux
| Parti                  | Parti                                                | Suffrages | %     | +/-           | Sièges | +/-           |
| ---------------------- | ---------------------------------------------------- | --------- | ----- | ------------- | ------ | ------------- |
|                        | Parti libéral du Canada (PLC)                        | 1 364 485 | 33,68 | 0,60          | 35     | en stagnation |
|                        | Bloc québécois (BQ)                                  | 1 301 615 | 32,13 | 0,24          | 32     | en stagnation |
|                        | Parti conservateur du Canada (PCC)                   | 756 412   | 18,67 | 2,69          | 10     | en stagnation |
|                        | Nouveau Parti démocratique (NPD)                     | 395 401   | 9,76  | 1,08          | 1      | en stagnation |
|                        | Parti populaire du Canada (PPC)                      | 108 744   | 2,68  | 1,21          | 0      | en stagnation |
|                        | Parti vert du Canada (PVC)                           | 61 488    | 1,52  | 2,99          | 0      | en stagnation |
|                        | Parti Libre Canada                                   | 44 214    | 1,09  | Nv.           | 0      | en stagnation |
|                        | Parti rhinocéros (Rhino)                             | 3 926     | 0,10  | 0,06          | 0      | en stagnation |
|                        | Parti pour l'indépendance du Québec (PIQ)            | 2 934     | 0,07  | 0,02          | 0      | en stagnation |
|                        | Parti marijuana                                      | 1 901     | 0,05  | 0,04          | 0      | en stagnation |
|                        | Parti marxiste-léniniste du Canada (PMLC)            | 1 669     | 0,04  | 0,01          | 0      | en stagnation |
|                        | Parti pour la protection des animaux du Canada (PAC) | 873       | 0,02  | 0,01          | 0      | en stagnation |
|                        | Parti communiste du Canada (PCC)                     | 399       | 0,01  | en stagnation | 0      | en stagnation |
|                        | Parti patriote                                       | 244       | 0,01  | Nv.           | 0      | en stagnation |
|                        | Coalition des anciens combattants (CAC)              | 216       | 0,01  | en stagnation | 0      | en stagnation |
|                        | Parti de l'héritage chrétien du Canada (PHC)         | 192       | 0,00  | 0,01          | 0      | en stagnation |
|                        | Quatrième front (QFC)                                | 52        | 0,00  | Nv.           | 0      | en stagnation |
|                        | Indépendants                                         | 8 476     | 0,21  | 0,01          | 0      | en stagnation |
|                        |                                                      |           |       |               |        |               |
| Suffrages exprimés     | Suffrages exprimés                                   | 4 053 241 | 98,09 |               |        |               |
| Votes blancs ou nuls   | Votes blancs ou nuls                                 | 79 026    | 1,91  |               |        |               |
| Total                  | Total                                                | 4 132 267 | 100   | -             | 78     | en stagnation |
| Abstention             | Abstention                                           | 2 376 308 | 36,51 |               |        |               |
| Inscrits/Participation | Inscrits/Participation                               | 6 508 575 | 63,49 |               |        |               |

### Pourcentage des votes par région
| Région                                  | PLC   | BQ    | PCC   | NPD   | PPC  | Vert | Autres |
| --------------------------------------- | ----- | ----- | ----- | ----- | ---- | ---- | ------ |
|                                         |       |       |       |       |      |      |        |
| Abitibi-Témiscamingue et Nord-du-Québec | 24,82 | 45,74 | 13,29 | 8,25  | 3,52 | 1,61 | 2,77   |
| Bas-Saint-Laurent                       | 20,95 | 36,92 | 33,00 | 4,71  | 0,78 |      | 3,64   |
| Capitale-Nationale                      | 24,32 | 27,32 | 36,85 | 7,15  | 1,51 | 1,61 | 1,23   |
| Centre-du-Québec                        | 16,80 | 41,31 | 29,11 | 6,83  | 2,07 | 0,49 | 3,40   |
| Chaudière-Appalaches                    | 14,22 | 20,16 | 51,57 | 4,63  | 5,96 | 1,24 | 2,23   |
| Côte-Nord                               | 18,70 | 52,63 | 21,83 | 4,31  |      |      | 2,53   |
| Estrie                                  | 35,63 | 34,09 | 14,67 | 8,18  | 3,24 | 2,45 | 1,74   |
| Gaspésie– Îles-de-la-Madeleine          | 34,60 | 48,99 | 8,47  | 4,09  | 2,27 |      | 1,59   |
| Lanaudière                              | 25,14 | 50,11 | 10,09 | 6,50  | 2,48 | 1,45 | 4,21   |
| Laurentides                             | 27,84 | 46,39 | 11,49 | 7,15  | 3,45 | 1,71 | 1,96   |
| Laval                                   | 47,64 | 24,86 | 14,11 | 8,31  | 3,05 | 0,83 | 1,20   |
| Mauricie                                | 28,90 | 31,53 | 19,60 | 15,31 | 1,54 | 1,20 | 1,92   |
| Montérégie                              | 34,23 | 41,30 | 10,92 | 8,72  | 2,15 | 1,28 | 1,39   |
| Montréal                                | 49,36 | 16,72 | 10,90 | 17,49 | 2,83 | 2,12 | 0,59   |
| Outaouais                               | 45,95 | 22,59 | 14,15 | 9,80  | 4,49 | 1,83 | 1,19   |
| Saguenay–Lac-Saint-Jean                 | 19,32 | 42,51 | 31,49 | 4,46  | 0,47 | 1,48 | 0,27   |
| Québec entier                           | 33,66 | 32,11 | 18,66 | 9,76  | 2,68 | 1,52 | 1,61   |

## Nombre de candidatures par parti
| Parti | Parti                                                | Chef                   | Candidats |
| ----- | ---------------------------------------------------- | ---------------------- | --------- |
|       | Parti libéral du Canada (PLC)                        | Justin Trudeau         | 78        |
|       | Bloc québécois (BQ)                                  | Yves-François Blanchet | 78        |
|       | Parti conservateur du Canada (PCC)                   | Erin O'Toole           | 78        |
|       | Nouveau Parti démocratique (NPD)                     | Jagmeet Singh          | 78        |
|       | Parti populaire du Canada (PPC)                      | Maxime Bernier         | 64        |
|       | Parti vert du Canada (PVC)                           | Annamie Paul           | 56        |
|       | Parti Libre Canada                                   | Michel Leclerc         | 53        |
|       | Parti Rhinocéros                                     | Sébastien Corriveau    | 13        |
|       | Parti pour l'indépendance du Québec (PIQ)            | Michel Blondin         | 10        |
|       | Parti marijuana                                      | Blair T. Longley       | 8         |
|       | Parti marxiste-léniniste du Canada (PMLC)            | Anna Di Carlo          | 14        |
|       | Parti pour la protection des animaux du Canada (PAC) | Liz White              | 2         |
|       | Parti communiste du Canada (PCC)                     | Elizabeth Rowley       | 3         |
|       | Parti patriote                                       | Carl Brochu            | 2         |
|       | Coalition des anciens combattants (CAC)              | Randy David Joy        | 1         |
|       | Parti de l'héritage chrétien du Canada (PHC)         | Rod Taylor             | 2         |
|       | Quatrième front (QFC)                                | Partap Dua             | 1         |
|       | Indépendant                                          | Indépendant            | 17        |
| Total | Total                                                | Total                  | 558       |

## Députés élus par région
| Région                                  | Circonscription                                   | Député sortant | Député sortant               | Député sortant | Député élu | Député élu                   | Député élu |
| Région                                  | Circonscription                                   | Nom            | Nom                          | Parti          | Nom        | Nom                          | Parti      |
| --------------------------------------- | ------------------------------------------------- | -------------- | ---------------------------- | -------------- | ---------- | ---------------------------- | ---------- |
| Abitibi-Témiscamingue et Nord-du-Québec | Abitibi—Baie-James—Nunavik—Eeyou                  |                | Sylvie Bérubé                | BQ             |            | Sylvie Bérubé                | BQ         |
| Abitibi-Témiscamingue et Nord-du-Québec | Abitibi—Témiscamingue                             |                | Sébastien Lemire             | BQ             |            | Sébastien Lemire             | BQ         |
| Bas-Saint-Laurent                       | Montmagny—L'Islet—Kamouraska—Rivière-du-Loup      |                | Bernard Généreux             | PCC            |            | Bernard Généreux             | PCC        |
| Bas-Saint-Laurent                       | Rimouski-Neigette—Témiscouata—Les Basques         |                | Maxime Blanchette-Joncas     | BQ             |            | Maxime Blanchette-Joncas     | BQ         |
| Capitale-Nationale                      | Beauport—Côte-de-Beaupré—Île d'Orléans—Charlevoix |                | Caroline Desbiens            | BQ             |            | Caroline Desbiens            | BQ         |
| Capitale-Nationale                      | Beauport—Limoilou                                 |                | Julie Vignola                | BQ             |            | Julie Vignola                | BQ         |
| Capitale-Nationale                      | Charlesbourg—Haute-Saint-Charles                  |                | Pierre Paul-Hus              | PCC            |            | Pierre Paul-Hus              | PCC        |
| Capitale-Nationale                      | Louis-Hébert                                      |                | Joël Lightbound              | PLC            |            | Joël Lightbound              | PLC        |
| Capitale-Nationale                      | Louis-Saint-Laurent                               |                | Gérard Deltell               | PCC            |            | Gérard Deltell               | PCC        |
| Capitale-Nationale                      | Portneuf—Jacques-Cartier                          |                | Joël Godin                   | PCC            |            | Joël Godin                   | PCC        |
| Capitale-Nationale                      | Québec                                            |                | Jean-Yves Duclos             | PLC            |            | Jean-Yves Duclos             | PLC        |
| Centre-du-Québec                        | Bécancour—Nicolet—Saurel                          |                | Louis Plamondon              | BQ             |            | Louis Plamondon              | BQ         |
| Centre-du-Québec                        | Drummond                                          |                | Martin Champoux              | BQ             |            | Martin Champoux              | BQ         |
| Centre-du-Québec                        | Richmond—Arthabaska                               |                | Alain Rayes                  | PCC            |            | Alain Rayes                  | PCC        |
| Chaudière-Appalaches                    | Beauce                                            |                | Richard Lehoux               | PCC            |            | Richard Lehoux               | PCC        |
| Chaudière-Appalaches                    | Bellechasse—Les Etchemins—Lévis                   |                | Steven Blaney*               | PCC            |            | Dominique Vien               | PCC        |
| Chaudière-Appalaches                    | Lévis—Lotbinière                                  |                | Jacques Gourde               | PCC            |            | Jacques Gourde               | PCC        |
| Chaudière-Appalaches                    | Mégantic—L'Érable                                 |                | Luc Berthold                 | PCC            |            | Luc Berthold                 | PCC        |
| Côte-Nord                               | Manicouagan                                       |                | Marilène Gill                | BQ             |            | Marilène Gill                | BQ         |
| Estrie                                  | Brome—Missisquoi                                  |                | Lyne Bessette*               | PLC            |            | Pascale St-Onge              | PLC        |
| Estrie                                  | Compton—Stanstead                                 |                | Marie-Claude Bibeau          | PLC            |            | Marie-Claude Bibeau          | PLC        |
| Estrie                                  | Shefford                                          |                | Andréanne Larouche           | BQ             |            | Andréanne Larouche           | BQ         |
| Estrie                                  | Sherbrooke                                        |                | Élisabeth Brière             | PLC            |            | Élisabeth Brière             | PLC        |
| Gaspésie– Îles-de-la-Madeleine          | Avignon—La Mitis—Matane—Matapédia                 |                | Kristina Michaud             | BQ             |            | Kristina Michaud             | BQ         |
| Gaspésie– Îles-de-la-Madeleine          | Gaspésie–Les Îles-de-la-Madeleine                 |                | Diane Lebouthillier          | PLC            |            | Diane Lebouthillier          | PLC        |
| Lanaudière                              | Joliette                                          |                | Gabriel Ste-Marie            | BQ             |            | Gabriel Ste-Marie            | BQ         |
| Lanaudière                              | Montcalm                                          |                | Luc Thériault                | BQ             |            | Luc Thériault                | BQ         |
| Lanaudière                              | Repentigny                                        |                | Monique Pauzé                | BQ             |            | Monique Pauzé                | BQ         |
| Lanaudière                              | Terrebonne                                        |                | Michel Boudrias              | BQ             |            | Nathalie Sinclair-Desgagné   | BQ         |
| Laurentides                             | Laurentides—Labelle                               |                | Marie-Hélène Gaudreau        | BQ             |            | Marie-Hélène Gaudreau        | BQ         |
| Laurentides                             | Mirabel                                           |                | Simon Marcil*                | BQ             |            | Jean-Denis Garon             | BQ         |
| Laurentides                             | Rivière-des-Mille-Îles                            |                | Luc Desilets                 | BQ             |            | Luc Desilets                 | BQ         |
| Laurentides                             | Rivière-du-Nord                                   |                | Rhéal Fortin                 | BQ             |            | Rhéal Fortin                 | BQ         |
| Laurentides                             | Thérèse-De Blainville                             |                | Louise Chabot                | BQ             |            | Louise Chabot                | BQ         |
| Laval                                   | Alfred-Pellan                                     |                | Angelo Iacono                | PLC            |            | Angelo Iacono                | PLC        |
| Laval                                   | Laval—Les Îles                                    |                | Fayçal El-Khoury             | PLC            |            | Fayçal El-Khoury             | PLC        |
| Laval                                   | Marc-Aurèle-Fortin                                |                | Yves Robillard               | PLC            |            | Yves Robillard               | PLC        |
| Laval                                   | Vimy                                              |                | Annie Koutrakis              | PLC            |            | Annie Koutrakis              | PLC        |
| Mauricie                                | Berthier—Maskinongé                               |                | Yves Perron                  | BQ             |            | Yves Perron                  | BQ         |
| Mauricie                                | Saint-Maurice—Champlain                           |                | François-Philippe Champagne  | PLC            |            | François-Philippe Champagne  | PLC        |
| Mauricie                                | Trois-Rivières                                    |                | Louise Charbonneau*          | BQ             |            | René Villemure               | BQ         |
| Montérégie                              | Belœil—Chambly                                    |                | Yves-François Blanchet       | BQ             |            | Yves-François Blanchet       | BQ         |
| Montérégie                              | Brossard—Saint-Lambert                            |                | Alexandra Mendès             | PLC            |            | Alexandra Mendès             | PLC        |
| Montérégie                              | Châteauguay—Lacolle                               |                | Brenda Shanahan              | PLC            |            | Brenda Shanahan              | PLC        |
| Montérégie                              | La Prairie                                        |                | Alain Therrien               | BQ             |            | Alain Therrien               | BQ         |
| Montérégie                              | Longueuil—Charles-LeMoyne                         |                | Sherry Romanado              | PLC            |            | Sherry Romanado              | PLC        |
| Montérégie                              | Longueuil—Saint-Hubert                            |                | Denis Trudel                 | BQ             |            | Denis Trudel                 | BQ         |
| Montérégie                              | Montarville                                       |                | Stéphane Bergeron            | BQ             |            | Stéphane Bergeron            | BQ         |
| Montérégie                              | Pierre-Boucher—Les Patriotes—Verchères            |                | Xavier Barsalou-Duval        | BQ             |            | Xavier Barsalou-Duval        | BQ         |
| Montérégie                              | Saint-Hyacinthe—Bagot                             |                | Simon-Pierre Savard-Tremblay | BQ             |            | Simon-Pierre Savard-Tremblay | BQ         |
| Montérégie                              | Saint-Jean                                        |                | Christine Normandin          | BQ             |            | Christine Normandin          | BQ         |
| Montérégie                              | Salaberry—Suroît                                  |                | Claude DeBellefeuille        | BQ             |            | Claude DeBellefeuille        | BQ         |
| Montérégie                              | Vaudreuil-Soulanges                               |                | Peter Schiefke               | PLC            |            | Peter Schiefke               | PLC        |
| Montréal                                | Ahuntsic-Cartierville                             |                | Mélanie Joly                 | PLC            |            | Mélanie Joly                 | PLC        |
| Montréal                                | Bourassa                                          |                | Emmanuel Dubourg             | PLC            |            | Emmanuel Dubourg             | PLC        |
| Montréal                                | Dorval—Lachine—LaSalle                            |                | Anju Dhillon                 | PLC            |            | Anju Dhillon                 | PLC        |
| Montréal                                | Hochelaga                                         |                | Soraya Martinez Ferrada      | PLC            |            | Soraya Martinez Ferrada      | PLC        |
| Montréal                                | Honoré-Mercier                                    |                | Pablo Rodriguez              | PLC            |            | Pablo Rodriguez              | PLC        |
| Montréal                                | La Pointe-de-l'Île                                |                | Mario Beaulieu               | BQ             |            | Mario Beaulieu               | BQ         |
| Montréal                                | Lac-Saint-Louis                                   |                | Francis Scarpaleggia         | PLC            |            | Francis Scarpaleggia         | PLC        |
| Montréal                                | LaSalle—Émard—Verdun                              |                | David Lametti                | PLC            |            | David Lametti                | PLC        |
| Montréal                                | Laurier—Sainte-Marie                              |                | Steven Guilbeault            | PLC            |            | Steven Guilbeault            | PLC        |
| Montréal                                | Mont-Royal                                        |                | Anthony Housefather          | PLC            |            | Anthony Housefather          | PLC        |
| Montréal                                | Notre-Dame-de-Grâce—Westmount                     |                | Marc Garneau                 | PLC            |            | Marc Garneau                 | PLC        |
| Montréal                                | Outremont                                         |                | Rachel Bendayan              | PLC            |            | Rachel Bendayan              | PLC        |
| Montréal                                | Papineau                                          |                | Justin Trudeau               | PLC            |            | Justin Trudeau               | PLC        |
| Montréal                                | Pierrefonds—Dollard                               |                | Sameer Zuberi                | PLC            |            | Sameer Zuberi                | PLC        |
| Montréal                                | Rosemont—La Petite-Patrie                         |                | Alexandre Boulerice          | NPD            |            | Alexandre Boulerice          | NPD        |
| Montréal                                | Saint-Laurent                                     |                | Emmanuella Lambropoulos      | PLC            |            | Emmanuella Lambropoulos      | PLC        |
| Montréal                                | Saint-Léonard—Saint-Michel                        |                | Patricia Lattanzio           | PLC            |            | Patricia Lattanzio           | PLC        |
| Montréal                                | Ville-Marie—Le Sud-Ouest—Île-des-Sœurs            |                | Marc Miller                  | PLC            |            | Marc Miller                  | PLC        |
| Outaouais                               | Argenteuil—La Petite-Nation                       |                | Stéphane Lauzon              | PLC            |            | Stéphane Lauzon              | PLC        |
| Outaouais                               | Gatineau                                          |                | Steven MacKinnon             | PLC            |            | Steven MacKinnon             | PLC        |
| Outaouais                               | Hull—Aylmer                                       |                | Greg Fergus                  | PLC            |            | Greg Fergus                  | PLC        |
| Outaouais                               | Pontiac                                           |                | William Amos*                | PLC            |            | Sophie Chatel                | PLC        |
| Saguenay–Lac-Saint-Jean                 | Chicoutimi—Le Fjord                               |                | Richard Martel               | PCC            |            | Richard Martel               | PCC        |
| Saguenay–Lac-Saint-Jean                 | Jonquière                                         |                | Mario Simard                 | BQ             |            | Mario Simard                 | BQ         |
| Saguenay–Lac-Saint-Jean                 | Lac-Saint-Jean                                    |                | Alexis Brunelle-Duceppe      | BQ             |            | Alexis Brunelle-Duceppe      | BQ         |
| * député ne se représentant pas         |                                                   |                |                              |                |            |                              |            |

## Par circonscriptions

### Abitibi-TémiscamingueetNord-du-Québec

#### Abitibi—Baie-James—Nunavik—Eeyou
| Parti                  | Parti                  | Candidat               | Votes  | %     | +/-  | Maj.  |
| ---------------------- | ---------------------- | ---------------------- | ------ | ----- | ---- | ----- |
|                        | Bloc québécois         | Sylvie Bérubé          | 10 784 | 37,92 | 1,81 | 3 400 |
|                        | Libéral                | Lise Kistabish         | 7 384  | 25,97 | 2,34 |       |
|                        | Conservateur           | Steve Corriveau        | 4 508  | 15,85 | 0,70 |       |
|                        | NPD                    | Pauline Lameboy        | 3 323  | 11,69 | 1,27 |       |
|                        | Parti populaire        | Michaël Cloutier       | 1 072  | 3,77  | 2,57 |       |
|                        | Parti Libre            | Cédric Brazeau         | 594    | 2,09  | Nv.  |       |
|                        | Vert                   | Didier Pilon           | 442    | 1,55  | 2,09 |       |
|                        | Marijuana              | Jimmy Lévesque         | 329    | 1,16  | 0,06 |       |
|                        |                        |                        |        |       |      |       |
| Votes valides          | Votes valides          | Votes valides          | 28 436 | 97,08 |      |       |
| Bulletins nuls         | Bulletins nuls         | Bulletins nuls         | 856    | 2,92  |      |       |
| Total                  | Total                  | Total                  | 29 292 | 100   |      |       |
| Abstention             | Abstention             | Abstention             | 36 251 | 55,31 |      |       |
| Inscrits/Participation | Inscrits/Participation | Inscrits/Participation | 65 543 | 44,69 |      |       |

#### Abitibi—Témiscamingue
| Parti                  | Parti                  | Candidat                    | Votes  | %     | +/-  | Maj.   |
| ---------------------- | ---------------------- | --------------------------- | ------ | ----- | ---- | ------ |
|                        | Bloc québécois         | Sébastien Lemire            | 23 120 | 50,61 | 5,14 | 12 107 |
|                        | Libéral                | William Legault-Lacasse     | 11 013 | 24,11 | 0,65 |        |
|                        | Conservateur           | Luis Henry Gonzalez Venegas | 5 339  | 11,69 | 3,34 |        |
|                        | NPD                    | Bethany Stewart             | 2 794  | 6,12  | 4,03 |        |
|                        | Parti populaire        | Éric Lacroix                | 1 538  | 3,37  | 2,40 |        |
|                        | Parti Libre            | Dany Goulet                 | 858    | 1,88  | Nv.  |        |
|                        | Vert                   | Martin Chartrand            | 748    | 1,64  | 1,98 |        |
|                        | Rhinocéros             | Joël Lirette                | 275    | 0,60  | Abs. |        |
|                        |                        |                             |        |       |      |        |
| Votes valides          | Votes valides          | Votes valides               | 45 685 | 98,05 |      |        |
| Bulletins nuls         | Bulletins nuls         | Bulletins nuls              | 909    | 1,95  |      |        |
| Total                  | Total                  | Total                       | 46 594 | 100   |      |        |
| Abstention             | Abstention             | Abstention                  | 35 966 | 43,56 |      |        |
| Inscrits/Participation | Inscrits/Participation | Inscrits/Participation      | 82 560 | 56,44 |      |        |

### Bas-Saint-Laurent

#### Montmagny—L'Islet—Kamouraska—Rivière-du-Loup
| Parti                  | Parti                  | Candidat               | Votes  | %     | +/-  | Maj.   |
| ---------------------- | ---------------------- | ---------------------- | ------ | ----- | ---- | ------ |
|                        | Conservateur           | Bernard Généreux       | 24 118 | 50,44 | 8,79 | 11 568 |
|                        | Bloc québécois         | Simon Bérubé           | 12 550 | 26,25 | 6,02 |        |
|                        | Libéral                | François Lapointe      | 8 361  | 17,49 | 1,20 |        |
|                        | NPD                    | Sean English           | 1 597  | 3,34  | 3,57 |        |
|                        | Parti Libre            | Nancy Rochon           | 917    | 1,92  | Nv.  |        |
|                        | Rhinocéros             | Thibaud Mony           | 269    | 0,56  | Abs. |        |
|                        |                        |                        |        |       |      |        |
| Votes valides          | Votes valides          | Votes valides          | 47 812 | 96,04 |      |        |
| Bulletins nuls         | Bulletins nuls         | Bulletins nuls         | 956    | 1,96  |      |        |
| Total                  | Total                  | Total                  | 48 768 | 100   |      |        |
| Abstention             | Abstention             | Abstention             | 29 928 | 38,03 |      |        |
| Inscrits/Participation | Inscrits/Participation | Inscrits/Participation | 78 696 | 61,97 |      |        |

#### Rimouski-Neigette—Témiscouata—Les Basques
| Parti                  | Parti                  | Candidat                 | Votes  | %     | +/-   | Maj.   |
| ---------------------- | ---------------------- | ------------------------ | ------ | ----- | ----- | ------ |
|                        | Bloc québécois         | Maxime Blanchette-Joncas | 20 657 | 49,02 | 11,19 | 10 175 |
|                        | Libéral                | Léonie Lajoie            | 10 482 | 24,88 | 2,82  |        |
|                        | Conservateur           | France Gagnon            | 5 569  | 13,22 | 4,32  |        |
|                        | NPD                    | Sylvain Lajoie           | 2 641  | 6,27  | 22,24 |        |
|                        | Indépendant            | Noémie Bureau-Civil      | 1 467  | 3,48  | -     |        |
|                        | Parti populaire        | Jean Tardy               | 700    | 1,66  | 1,15  |        |
|                        | Parti Libre            | Michel Raymond           | 430    | 1,02  | Nv.   |        |
|                        | Rhinocéros             | Megan Hodges             | 192    | 0,46  | 0,07  |        |
|                        |                        |                          |        |       |       |        |
| Votes valides          | Votes valides          | Votes valides            | 42 138 | 97,95 |       |        |
| Bulletins nuls         | Bulletins nuls         | Bulletins nuls           | 881    | 2,05  |       |        |
| Total                  | Total                  | Total                    | 43 019 | 100   |       |        |
| Abstention             | Abstention             | Abstention               | 27 589 | 39,07 |       |        |
| Inscrits/Participation | Inscrits/Participation | Inscrits/Participation   | 70 608 | 60,93 |       |        |

### Capitale-Nationale
| Parti                  | Parti                  | Candidat               | Votes  | %     | +/-  | Maj.  |
| ---------------------- | ---------------------- | ---------------------- | ------ | ----- | ---- | ----- |
|                        | Bloc québécois         | Caroline Desbiens      | 19 270 | 38,44 | 2,09 | 3 301 |
|                        | Conservateur           | Véronique Laprise      | 15 969 | 31,85 | 2,14 |       |
|                        | Libéral                | Alexandra Bernier      | 10 365 | 20,67 | 0,28 |       |
|                        | NPD                    | Frédéric Du Verle      | 2 242  | 4,47  | 1,14 |       |
|                        | Parti populaire        | Jenniefer Lefrançois   | 881    | 1,76  | 0,30 |       |
|                        | Vert                   | Frédéric Amyot         | 733    | 1,46  | 1,22 |       |
|                        | Parti Libre            | Chantal Laplante       | 449    | 0,90  | Nv.  |       |
|                        | Indépendant            | Vicky Lépine           | 227    | 0,45  | -    |       |
|                        |                        |                        |        |       |      |       |
| Votes valides          | Votes valides          | Votes valides          | 50 136 | 98,23 |      |       |
| Bulletins nuls         | Bulletins nuls         | Bulletins nuls         | 902    | 1,77  |      |       |
| Total                  | Total                  | Total                  | 51 038 | 100   |      |       |
| Abstention             | Abstention             | Abstention             | 26 714 | 34,36 |      |       |
| Inscrits/Participation | Inscrits/Participation | Inscrits/Participation | 77 752 | 65,64 |      |       |

| Parti                  | Parti                  | Candidat               | Votes  | %     | +/-  | Maj. |
| ---------------------- | ---------------------- | ---------------------- | ------ | ----- | ---- | ---- |
|                        | Bloc québécois         | Julie Vignola          | 15 146 | 31,14 | 0,96 | 982  |
|                        | Conservateur           | Alupa Clarke           | 14 164 | 29,12 | 2,85 |      |
|                        | Libéral                | Ann Gingras            | 12 378 | 25,45 | 0,49 |      |
|                        | NPD                    | Camille Esther Garon   | 5 075  | 10,43 | 0,73 |      |
|                        | Vert                   | Dalila Elhak           | 1 025  | 2,11  | 2,13 |      |
|                        | Parti Libre            | Lyne Verret            | 737    | 1,52  | Nv.  |      |
|                        | Marxiste-Léniniste     | Claude Moreau          | 119    | 0,24  | 0,08 |      |
|                        |                        |                        |        |       |      |      |
| Votes valides          | Votes valides          | Votes valides          | 48 644 | 97,72 |      |      |
| Bulletins nuls         | Bulletins nuls         | Bulletins nuls         | 1 134  | 2,28  |      |      |
| Total                  | Total                  | Total                  | 49 778 | 100   |      |      |
| Abstention             | Abstention             | Abstention             | 26 993 | 35,16 |      |      |
| Inscrits/Participation | Inscrits/Participation | Inscrits/Participation | 76 771 | 64,84 |      |      |

| Parti                  | Parti                  | Candidat                   | Votes  | %     | +/-  | Maj.   |
| ---------------------- | ---------------------- | -------------------------- | ------ | ----- | ---- | ------ |
|                        | Conservateur           | Pierre Paul-Hus            | 25 623 | 44,68 | 6,63 | 11 386 |
|                        | Bloc québécois         | Marie-Christine Lamontagne | 14 237 | 24,83 | 2,33 |        |
|                        | Libéral                | René-Paul Coty             | 11 326 | 19,75 | 1,54 |        |
|                        | NPD                    | Michel Marc Lacroix        | 3 446  | 6,01  | 1,70 |        |
|                        | Parti populaire        | Wayne Cyr                  | 1 296  | 2,26  | 0,07 |        |
|                        | Vert                   | Jacques Palardy-Dion       | 972    | 1,69  | 1,77 |        |
|                        | Parti Libre            | Daniel Pelletier           | 449    | 0,78  | Nv.  |        |
|                        |                        |                            |        |       |      |        |
| Votes valides          | Votes valides          | Votes valides              | 57 349 | 98,06 |      |        |
| Bulletins nuls         | Bulletins nuls         | Bulletins nuls             | 1 136  | 1,94  |      |        |
| Total                  | Total                  | Total                      | 58 485 | 100   |      |        |
| Abstention             | Abstention             | Abstention                 | 26 711 | 31,35 |      |        |
| Inscrits/Participation | Inscrits/Participation | Inscrits/Participation     | 85 196 | 68,65 |      |        |

| Parti                  | Parti                  | Candidat               | Votes  | %     | +/-  | Maj.  |
| ---------------------- | ---------------------- | ---------------------- | ------ | ----- | ---- | ----- |
|                        | Libéral                | Joël Lightbound        | 22 933 | 38,35 | 2,16 | 6 686 |
|                        | Bloc québécois         | Marc Dean              | 16 247 | 27,17 | 0,83 |       |
|                        | Conservateur           | Gilles Lépine          | 14 332 | 23,97 | 6,39 |       |
|                        | NPD                    | Hamid Nadji            | 4 337  | 7,25  | 0,62 |       |
|                        | Vert                   | Denis Blanchette       | 1 573  | 2,63  | 1,34 |       |
|                        | Indépendant            | Ali Dahan              | 378    | 0,63  | -    |       |
|                        |                        |                        |        |       |      |       |
| Votes valides          | Votes valides          | Votes valides          | 59 800 | 98,58 |      |       |
| Bulletins nuls         | Bulletins nuls         | Bulletins nuls         | 861    | 1,42  |      |       |
| Total                  | Total                  | Total                  | 60 661 | 100   |      |       |
| Abstention             | Abstention             | Abstention             | 21 271 | 25,96 |      |       |
| Inscrits/Participation | Inscrits/Participation | Inscrits/Participation | 81 932 | 74,04 |      |       |

| Parti                  | Parti                  | Candidat               | Votes  | %     | +/-  | Maj.   |
| ---------------------- | ---------------------- | ---------------------- | ------ | ----- | ---- | ------ |
|                        | Conservateur           | Gérard Deltell         | 33 098 | 51,64 | 6,98 | 20 029 |
|                        | Bloc québécois         | Thierry Bilodeau       | 13 069 | 20,39 | 1,99 |        |
|                        | Libéral                | Nathanielle Morin      | 11 228 | 17,52 | 3,18 |        |
|                        | NPD                    | Yu-Ti Eva Huang        | 3 370  | 5,26  | 1,36 |        |
|                        | Parti populaire        | Guillaume Côté         | 1 337  | 2,09  | 0,26 |        |
|                        | Parti Libre            | Mélanie Fortin         | 1 089  | 1,70  | Nv.  |        |
|                        | Vert                   | Daniel Chicoine        | 907    | 1,42  | 1,87 |        |
|                        |                        |                        |        |       |      |        |
| Votes valides          | Votes valides          | Votes valides          | 64 098 | 98,11 |      |        |
| Bulletins nuls         | Bulletins nuls         | Bulletins nuls         | 1 232  | 1,89  |      |        |
| Total                  | Total                  | Total                  | 65 330 | 100   |      |        |
| Abstention             | Abstention             | Abstention             | 31 082 | 32,24 |      |        |
| Inscrits/Participation | Inscrits/Participation | Inscrits/Participation | 96 412 | 67,76 |      |        |

| Parti                  | Parti                  | Candidat               | Votes  | %     | +/-  | Maj.   |
| ---------------------- | ---------------------- | ---------------------- | ------ | ----- | ---- | ------ |
|                        | Conservateur           | Joël Godin             | 33 657 | 51,61 | 8,15 | 18 132 |
|                        | Bloc québécois         | Christian Hébert       | 15 525 | 23,81 | 0,48 |        |
|                        | Libéral                | Sani Diallo            | 10 068 | 15,44 | 4,47 |        |
|                        | NPD                    | David-Roger Gagnon     | 3 223  | 4,94  | 0,87 |        |
|                        | Parti populaire        | Nash Mathieu           | 1 615  | 2,48  | 0,48 |        |
|                        | Parti Libre            | Charles Fiset          | 638    | 0,98  | Nv.  |        |
|                        | Rhinocéros             | Tommy Pelletier        | 490    | 0,75  | Nv.  |        |
|                        |                        |                        |        |       |      |        |
| Votes valides          | Votes valides          | Votes valides          | 65 216 | 98,44 |      |        |
| Bulletins nuls         | Bulletins nuls         | Bulletins nuls         | 1 034  | 1,56  |      |        |
| Total                  | Total                  | Total                  | 66 250 | 100   |      |        |
| Abstention             | Abstention             | Abstention             | 30 133 | 31,26 |      |        |
| Inscrits/Participation | Inscrits/Participation | Inscrits/Participation | 96 383 | 68,74 |      |        |

#### Québec
| Parti                  | Parti                  | Candidat               | Votes  | %     | +/-  | Maj.  |
| ---------------------- | ---------------------- | ---------------------- | ------ | ----- | ---- | ----- |
|                        | Libéral                | Jean-Yves Duclos       | 18 132 | 35,42 | 2,12 | 3 308 |
|                        | Bloc québécois         | Louis Sansfaçon        | 14 824 | 28,96 | 3,74 |       |
|                        | Conservateur           | Bianca Boutin          | 9 239  | 18,05 | 3,07 |       |
|                        | NPD                    | Tommy Bureau           | 6 652  | 12,99 | 1,51 |       |
|                        | Vert                   | Patrick Kerr           | 1 182  | 2,31  | 3,13 |       |
|                        | Parti populaire        | Daniel Brisson         | 855    | 1,67  | 0,43 |       |
|                        | Parti Libre            | Karine Simard          | 307    | 0,60  | Nv.  |       |
|                        |                        |                        |        |       |      |       |
| Votes valides          | Votes valides          | Votes valides          | 51 191 | 98,04 |      |       |
| Bulletins nuls         | Bulletins nuls         | Bulletins nuls         | 1 026  | 1,96  |      |       |
| Total                  | Total                  | Total                  | 52 217 | 100   |      |       |
| Abstention             | Abstention             | Abstention             | 25 430 | 32,75 |      |       |
| Inscrits/Participation | Inscrits/Participation | Inscrits/Participation | 77 647 | 67,25 |      |       |

### Centre-du-Québec

#### Bécancour—Nicolet—Saurel
| Parti                  | Parti                  | Candidat               | Votes  | %     | +/-  | Maj.   |
| ---------------------- | ---------------------- | ---------------------- | ------ | ----- | ---- | ------ |
|                        | Bloc québécois         | Louis Plamondon        | 27 403 | 54,80 | 1,86 | 18 952 |
|                        | Libéral                | Nathalie Rochefort     | 8 451  | 16,90 | 0,93 |        |
|                        | Conservateur           | Yanick Caisse          | 8 404  | 16,81 | 0,70 |        |
|                        | NPD                    | Catherine Gauvin       | 2 550  | 5,10  | 0,12 |        |
|                        | Parti Libre            | André Blanchette       | 1 215  | 2,43  | Nv.  |        |
|                        | Parti populaire        | Éric Pettersen         | 1 214  | 2,43  | 1,50 |        |
|                        | Vert                   | David Turcotte         | 770    | 1,54  | 1,70 |        |
|                        |                        |                        |        |       |      |        |
| Votes valides          | Votes valides          | Votes valides          | 50 007 | 97,89 |      |        |
| Bulletins nuls         | Bulletins nuls         | Bulletins nuls         | 1 080  | 2,11  |      |        |
| Total                  | Total                  | Total                  | 51 087 | 100   |      |        |
| Abstention             | Abstention             | Abstention             | 29 486 | 36,60 |      |        |
| Inscrits/Participation | Inscrits/Participation | Inscrits/Participation | 80 573 | 63,40 |      |        |

#### Drummond
| Parti                  | Parti                  | Candidat               | Votes  | %     | +/-  | Maj.   |
| ---------------------- | ---------------------- | ---------------------- | ------ | ----- | ---- | ------ |
|                        | Bloc québécois         | Martin Champoux        | 23 866 | 46,62 | 1,80 | 14 252 |
|                        | Libéral                | Mustapha Berri         | 9 614  | 18,78 | 1,36 |        |
|                        | Conservateur           | Nathalie Clermont      | 9 179  | 17,93 | 1,36 |        |
|                        | NPD                    | François Choquette     | 5 709  | 11,15 | 4,75 |        |
|                        | Parti Libre            | Josée Joyal            | 1 728  | 3,38  | Nv.  |        |
|                        | Protection des animaux | Lucas Munger           | 674    | 1,32  | 0,87 |        |
|                        | Indépendant            | Sylvain Marcoux        | 419    | 0,82  | -    |        |
|                        |                        |                        |        |       |      |        |
| Votes valides          | Votes valides          | Votes valides          | 51 189 | 97,54 |      |        |
| Bulletins nuls         | Bulletins nuls         | Bulletins nuls         | 1 289  | 2,46  |      |        |
| Total                  | Total                  | Total                  | 52 478 | 100   |      |        |
| Abstention             | Abstention             | Abstention             | 33 091 | 38,67 |      |        |
| Inscrits/Participation | Inscrits/Participation | Inscrits/Participation | 85 569 | 61,33 |      |        |

#### Richmond—Arthabaska
| Parti                  | Parti                  | Candidat               | Votes  | %     | +/-  | Maj.   |
| ---------------------- | ---------------------- | ---------------------- | ------ | ----- | ---- | ------ |
|                        | Conservateur           | Alain Rayes            | 28 513 | 49,88 | 4,60 | 14 363 |
|                        | Bloc québécois         | Diego Scalzo           | 14 150 | 24,76 | 3,45 |        |
|                        | Libéral                | Alexandre Desmarais    | 8 543  | 14,95 | 0,17 |        |
|                        | NPD                    | Nataël Bureau          | 2 550  | 4,46  | 0,42 |        |
|                        | Parti populaire        | Nadine Fougeron        | 2 058  | 3,60  | 2,44 |        |
|                        | Parti Libre            | Louis Richard          | 897    | 1,57  | Nv.  |        |
|                        | Rhinocéros             | Marjolaine Delisle     | 448    | 0,78  | Abs. |        |
|                        |                        |                        |        |       |      |        |
| Votes valides          | Votes valides          | Votes valides          | 57 159 | 98,07 |      |        |
| Bulletins nuls         | Bulletins nuls         | Bulletins nuls         | 1 125  | 1,93  |      |        |
| Total                  | Total                  | Total                  | 58 284 | 100   |      |        |
| Abstention             | Abstention             | Abstention             | 29 817 | 33,84 |      |        |
| Inscrits/Participation | Inscrits/Participation | Inscrits/Participation | 88 101 | 66,16 |      |        |

### Chaudière-Appalaches
| Parti                  | Parti                  | Candidat                    | Votes  | %     | +/-   | Maj.   |
| ---------------------- | ---------------------- | --------------------------- | ------ | ----- | ----- | ------ |
|                        | Conservateur           | Richard Lehoux              | 27 514 | 48,29 | 9,82  | 17 152 |
|                        | Parti populaire        | Maxime Bernier              | 10 362 | 18,19 | 10,07 |        |
|                        | Bloc québécois         | Solange Thibodeau           | 8 644  | 15,17 | 1,02  |        |
|                        | Libéral                | Philippe-Alexandre Langlois | 7 018  | 12,32 | 0,59  |        |
|                        | NPD                    | François Jacques-Côté       | 1 654  | 2,90  | 0,21  |        |
|                        | Parti Libre            | Chantale Giguère            | 1 096  | 1,92  | Nv.   |        |
|                        | Vert                   | Andrzej Wisniowski          | 486    | 0,85  | 1,61  |        |
|                        | Marijuana              | Sébastien Tanguay           | 206    | 0,36  | Nv.   |        |
|                        |                        |                             |        |       |       |        |
| Votes valides          | Votes valides          | Votes valides               | 56 980 | 98,45 |       |        |
| Bulletins nuls         | Bulletins nuls         | Bulletins nuls              | 895    | 1,55  |       |        |
| Total                  | Total                  | Total                       | 57 875 | 100   |       |        |
| Abstention             | Abstention             | Abstention                  | 28 982 | 33,37 |       |        |
| Inscrits/Participation | Inscrits/Participation | Inscrits/Participation      | 86 857 | 66,63 |       |        |

| Parti                  | Parti                  | Candidat                       | Votes  | %     | +/-  | Maj.   |
| ---------------------- | ---------------------- | ------------------------------ | ------ | ----- | ---- | ------ |
|                        | Conservateur           | Dominique Vien                 | 32 238 | 51,02 | 0,93 | 17 569 |
|                        | Bloc québécois         | Marie-Christine Richard        | 14 669 | 23,22 | 0,33 |        |
|                        | Libéral                | Daniel Vaillancourt            | 10 074 | 15,94 | 0,61 |        |
|                        | NPD                    | Marie-Philippe Gagnon Gauthier | 3 184  | 5,04  | 0,01 |        |
|                        | Parti Libre            | Raymond Arcand                 | 1 793  | 2,84  | Nv.  |        |
|                        | Vert                   | Hélène Lefebvre                | 918    | 1,45  | 1,54 |        |
|                        | Indépendant            | Chamroeun Khuon                | 306    | 0,48  | -    |        |
|                        |                        |                                |        |       |      |        |
| Votes valides          | Votes valides          | Votes valides                  | 63 182 | 98,23 |      |        |
| Bulletins nuls         | Bulletins nuls         | Bulletins nuls                 | 1 138  | 1,77  |      |        |
| Total                  | Total                  | Total                          | 64 320 | 100   |      |        |
| Abstention             | Abstention             | Abstention                     | 32 137 | 33,32 |      |        |
| Inscrits/Participation | Inscrits/Participation | Inscrits/Participation         | 96 457 | 66,68 |      |        |

| Parti                  | Parti                  | Candidat                | Votes  | %     | +/-  | Maj.   |
| ---------------------- | ---------------------- | ----------------------- | ------ | ----- | ---- | ------ |
|                        | Conservateur           | Jacques Gourde          | 32 731 | 51,62 | 7,05 | 18 991 |
|                        | Bloc québécois         | Samuel Lamarche         | 13 740 | 21,67 | 3,41 |        |
|                        | Libéral                | Ghislain Daigle         | 9 286  | 14,65 | 2,30 |        |
|                        | NPD                    | Guylaine Dumont         | 4 497  | 7,09  | 0,23 |        |
|                        | Parti populaire        | Benoit Simard           | 1 661  | 2,62  | 0,92 |        |
|                        | Vert                   | Charles-Eugène Bergeron | 856    | 1,35  | 1,66 |        |
|                        | Parti Libre            | Mariève Lemay           | 541    | 0,85  | Nv.  |        |
|                        | Parti patriote         | Carl Brochu             | 95     | 0,15  | Nv.  |        |
|                        |                        |                         |        |       |      |        |
| Votes valides          | Votes valides          | Votes valides           | 63 407 | 98,44 |      |        |
| Bulletins nuls         | Bulletins nuls         | Bulletins nuls          | 1 006  | 1,56  |      |        |
| Total                  | Total                  | Total                   | 64 413 | 100   |      |        |
| Abstention             | Abstention             | Abstention              | 27 341 | 29,80 |      |        |
| Inscrits/Participation | Inscrits/Participation | Inscrits/Participation  | 91 754 | 70,20 |      |        |

| Parti                  | Parti                  | Candidat               | Votes  | %     | +/-  | Maj.   |
| ---------------------- | ---------------------- | ---------------------- | ------ | ----- | ---- | ------ |
|                        | Conservateur           | Luc Berthold           | 26 121 | 56,26 | 7,02 | 16 803 |
|                        | Bloc québécois         | Éric Labonté           | 9 318  | 20,07 | 5,71 |        |
|                        | Libéral                | Adam Lukowsky          | 6 329  | 13,63 | 1,92 |        |
|                        | Parti populaire        | Jonathan Gagnon        | 1 677  | 3,61  | 1,90 |        |
|                        | NPD                    | Mathieu Boisvert       | 1 308  | 2,82  | 1,26 |        |
|                        | Parti Libre            | Réal Pépin             | 680    | 1,46  | Nv.  |        |
|                        | Vert                   | Émilie Hamel           | 592    | 1,28  | 1,37 |        |
|                        | Indépendant            | Gloriane Blais         | 403    | 0,87  | -    |        |
|                        |                        |                        |        |       |      |        |
| Votes valides          | Votes valides          | Votes valides          | 46 428 | 98,34 |      |        |
| Bulletins nuls         | Bulletins nuls         | Bulletins nuls         | 785    | 1,66  |      |        |
| Total                  | Total                  | Total                  | 47 213 | 100   |      |        |
| Abstention             | Abstention             | Abstention             | 24 966 | 34,59 |      |        |
| Inscrits/Participation | Inscrits/Participation | Inscrits/Participation | 72 179 | 65,41 |      |        |

### Côte-Nord

#### Manicouagan
| Parti                  | Parti                  | Candidat               | Votes  | %     | +/-  | Maj.   |
| ---------------------- | ---------------------- | ---------------------- | ------ | ----- | ---- | ------ |
|                        | Bloc québécois         | Marilène Gill          | 18 419 | 52,63 | 1,26 | 10 779 |
|                        | Conservateur           | Rodrigue Vigneault     | 7 640  | 21,83 | 2,59 |        |
|                        | Libéral                | Thomas Gagné           | 6 545  | 18,70 | 0,59 |        |
|                        | NPD                    | Nichola St-Jean        | 1 509  | 4,31  | 0,64 |        |
|                        | Parti Libre            | Bianca Girard          | 887    | 2,53  | Nv.  |        |
|                        |                        |                        |        |       |      |        |
| Votes valides          | Votes valides          | Votes valides          | 35 000 | 97,48 |      |        |
| Bulletins nuls         | Bulletins nuls         | Bulletins nuls         | 904    | 2,52  |      |        |
| Total                  | Total                  | Total                  | 35 904 | 100   |      |        |
| Abstention             | Abstention             | Abstention             | 35 782 | 49,91 |      |        |
| Inscrits/Participation | Inscrits/Participation | Inscrits/Participation | 71 686 | 50,09 |      |        |

### Estrie
| Parti                  | Parti                  | Candidat               | Votes  | %     | +/-  | Maj. |
| ---------------------- | ---------------------- | ---------------------- | ------ | ----- | ---- | ---- |
|                        | Libéral                | Pascale St-Onge        | 21 488 | 34,96 | 3,21 | 197  |
|                        | Bloc québécois         | Marilou Alarie         | 21 291 | 34,64 | 0,21 |      |
|                        | Conservateur           | Vincent Duhamel        | 9 961  | 16,20 | 3,67 |      |
|                        | NPD                    | Andrew Panton          | 3 828  | 6,23  | 1,72 |      |
|                        | Parti populaire        | Alexis Stogowski       | 1 982  | 3,22  | 2,48 |      |
|                        | Vert                   | Michelle Corcos        | 1 466  | 2,38  | 2,99 |      |
|                        | Parti Libre            | Maryse Richard         | 961    | 1,56  | Nv.  |      |
|                        | CAC                    | Lawrence Cotton        | 216    | 0,35  | 0,05 |      |
|                        | Indépendant            | Dany Desjardins        | 145    | 0,24  | -    |      |
|                        | Héritage chrétien      | Susanne Lefebvre       | 133    | 0,22  | Nv.  |      |
|                        |                        |                        |        |       |      |      |
| Votes valides          | Votes valides          | Votes valides          | 61 471 | 98,22 |      |      |
| Bulletins nuls         | Bulletins nuls         | Bulletins nuls         | 1 115  | 1,78  |      |      |
| Total                  | Total                  | Total                  | 62 586 | 100   |      |      |
| Abstention             | Abstention             | Abstention             | 32 142 | 33,93 |      |      |
| Inscrits/Participation | Inscrits/Participation | Inscrits/Participation | 94 728 | 66,07 |      |      |

| Parti                  | Parti                  | Candidat               | Votes  | %     | +/-  | Maj.  |
| ---------------------- | ---------------------- | ---------------------- | ------ | ----- | ---- | ----- |
|                        | Libéral                | Marie-Claude Bibeau    | 21 188 | 36,66 | 0,65 | 3 507 |
|                        | Bloc québécois         | Nathalie Bresse        | 17 681 | 30,59 | 1,30 |       |
|                        | Conservateur           | Pierre Tremblay        | 10 087 | 17,45 | 2,95 |       |
|                        | NPD                    | Geneva Allen           | 4 288  | 7,42  | 2,21 |       |
|                        | Parti populaire        | Yves Bourassa          | 2 167  | 3,75  | 2,74 |       |
|                        | Vert                   | Sylvain Dodier         | 1 623  | 2,81  | 2,42 |       |
|                        | Parti Libre            | Déitane Gendron        | 576    | 1,00  | Nv.  |       |
|                        | Indépendant            | Sylvain Longpré        | 186    | 0,32  | -    |       |
|                        |                        |                        |        |       |      |       |
| Votes valides          | Votes valides          | Votes valides          | 57 796 | 98,28 |      |       |
| Bulletins nuls         | Bulletins nuls         | Bulletins nuls         | 1 009  | 1,72  |      |       |
| Total                  | Total                  | Total                  | 58 805 | 100   |      |       |
| Abstention             | Abstention             | Abstention             | 28 553 | 32,69 |      |       |
| Inscrits/Participation | Inscrits/Participation | Inscrits/Participation | 87 358 | 67,31 |      |       |

| Parti                  | Parti                  | Candidat                     | Votes  | %     | +/-  | Maj.  |
| ---------------------- | ---------------------- | ---------------------------- | ------ | ----- | ---- | ----- |
|                        | Bloc québécois         | Andréanne Larouche           | 24 997 | 41,92 | 3,34 | 5 029 |
|                        | Libéral                | Pierre Breton                | 19 968 | 33,49 | 3,62 |       |
|                        | Conservateur           | Céline Lalancette            | 7 234  | 12,13 | 0,17 |       |
|                        | NPD                    | Patrick Jasmin               | 3 173  | 5,32  | 0,76 |       |
|                        | Parti populaire        | Gerda Schieder               | 2 073  | 3,48  | 2,66 |       |
|                        | Vert                   | Mathieu Morin                | 1 059  | 1,78  | 2,84 |       |
|                        | Parti Libre            | Joël Lacroix                 | 599    | 1,00  | Nv.  |       |
|                        | Marijuana              | Yannick Brisebois            | 284    | 0,48  | Abs. |       |
|                        | PIQ                    | Jean-Philippe Beaudry-Graham | 239    | 0,40  | 0,08 |       |
|                        |                        |                              |        |       |      |       |
| Votes valides          | Votes valides          | Votes valides                | 59 626 | 97,69 |      |       |
| Bulletins nuls         | Bulletins nuls         | Bulletins nuls               | 1 409  | 2,31  |      |       |
| Total                  | Total                  | Total                        | 61 035 | 100   |      |       |
| Abstention             | Abstention             | Abstention                   | 32 661 | 34,86 |      |       |
| Inscrits/Participation | Inscrits/Participation | Inscrits/Participation       | 93 696 | 65,14 |      |       |

| Parti                  | Parti                  | Candidat               | Votes  | %     | +/-   | Maj.  |
| ---------------------- | ---------------------- | ---------------------- | ------ | ----- | ----- | ----- |
|                        | Libéral                | Élisabeth Brière       | 21 830 | 37,52 | 8,24  | 4 982 |
|                        | Bloc québécois         | Ensaf Haidar           | 16 848 | 28,96 | 3,06  |       |
|                        | NPD                    | Marika Lalime          | 8 107  | 13,93 | 14,33 |       |
|                        | Conservateur           | Andrea Winters         | 7 490  | 12,87 | 2,22  |       |
|                        | Vert                   | Marie-Clarisse Berger  | 1 670  | 2,87  | 1,68  |       |
|                        | Parti populaire        | Marcela Niculescu      | 1 453  | 2,50  | Nv.   |       |
|                        | Parti Libre            | Maxime Boivin          | 787    | 1,35  | Nv.   |       |
|                        |                        |                        |        |       |       |       |
| Votes valides          | Votes valides          | Votes valides          | 58 185 | 97,72 |       |       |
| Bulletins nuls         | Bulletins nuls         | Bulletins nuls         | 1 355  | 2,28  |       |       |
| Total                  | Total                  | Total                  | 59 540 | 100   |       |       |
| Abstention             | Abstention             | Abstention             | 31 882 | 34,87 |       |       |
| Inscrits/Participation | Inscrits/Participation | Inscrits/Participation | 91 422 | 65,13 |       |       |

### Gaspésie–Îles-de-la-Madeleine

#### Avignon—La Mitis—Matane—Matapédia
| Parti                  | Parti                  | Candidat               | Votes  | %     | +/-   | Maj.   |
| ---------------------- | ---------------------- | ---------------------- | ------ | ----- | ----- | ------ |
|                        | Bloc québécois         | Kristina Michaud       | 19 776 | 59,79 | 8,36  | 12 681 |
|                        | Libéral                | Louis-Éric Savoie      | 7 095  | 21,45 | 12,44 |        |
|                        | Conservateur           | Germain Dumas          | 2 912  | 8,80  | 1,14  |        |
|                        | NPD                    | Christel Marchand      | 1 501  | 4,54  | 0,55  |        |
|                        | Parti populaire        | Éric Barnabé           | 965    | 2,92  | 2,34  |        |
|                        | Parti Libre            | Mélanie Gendron        | 826    | 2,50  | Nv.   |        |
|                        |                        |                        |        |       |       |        |
| Votes valides          | Votes valides          | Votes valides          | 33 075 | 97,99 |       |        |
| Bulletins nuls         | Bulletins nuls         | Bulletins nuls         | 680    | 2,01  |       |        |
| Total                  | Total                  | Total                  | 33 755 | 100   |       |        |
| Abstention             | Abstention             | Abstention             | 25 995 | 43,51 |       |        |
| Inscrits/Participation | Inscrits/Participation | Inscrits/Participation | 59 750 | 56,49 |       |        |

#### Gaspésie–Les Îles-de-la-Madeleine
| Parti                  | Parti                  | Candidat               | Votes  | %     | +/-  | Maj.  |
| ---------------------- | ---------------------- | ---------------------- | ------ | ----- | ---- | ----- |
|                        | Libéral                | Diane Lebouthillier    | 17 099 | 46,39 | 3,93 | 2 618 |
|                        | Bloc québécois         | Guy Bernatchez         | 14 481 | 39,29 | 1,51 |       |
|                        | Conservateur           | Jean-Pierre Pigeon     | 3 010  | 8,17  | 0,30 |       |
|                        | NPD                    | Lisa Phung             | 1 358  | 3,68  | 0,81 |       |
|                        | Parti populaire        | Christian Rioux        | 621    | 1,68  | 1,16 |       |
|                        | Parti Libre            | Monique Leduc          | 289    | 0,78  | Nv.  |       |
|                        |                        |                        |        |       |      |       |
| Votes valides          | Votes valides          | Votes valides          | 36 858 | 97,93 |      |       |
| Bulletins nuls         | Bulletins nuls         | Bulletins nuls         | 778    | 2,07  |      |       |
| Total                  | Total                  | Total                  | 37 636 | 100   |      |       |
| Abstention             | Abstention             | Abstention             | 27 982 | 42,64 |      |       |
| Inscrits/Participation | Inscrits/Participation | Inscrits/Participation | 65 618 | 57,36 |      |       |

### Lanaudière
| Parti                  | Parti                  | Candidat               | Votes  | %     | +/-  | Maj.   |
| ---------------------- | ---------------------- | ---------------------- | ------ | ----- | ---- | ------ |
|                        | Bloc québécois         | Gabriel Ste-Marie      | 30 913 | 55,01 | 3,21 | 18 182 |
|                        | Libéral                | Michel Bourgeois       | 12 731 | 22,65 | 0,13 |        |
|                        | Conservateur           | Roger Materne          | 5 314  | 9,46  | 0,49 |        |
|                        | NPD                    | Alexis Beaudet         | 3 100  | 5,52  | 0,97 |        |
|                        | Parti populaire        | Maxime Leclerc         | 1 771  | 3,15  | 2,29 |        |
|                        | Vert                   | Érica Poirier          | 1 126  | 2,00  | 2,00 |        |
|                        | Parti Libre            | Manon Coutu            | 992    | 1,77  | Nv.  |        |
|                        | Marijuana              | Yanick Théoret         | 251    | 0,45  | Abs. |        |
|                        |                        |                        |        |       |      |        |
| Votes valides          | Votes valides          | Votes valides          | 56 198 | 97,68 |      |        |
| Bulletins nuls         | Bulletins nuls         | Bulletins nuls         | 1 332  | 2,32  |      |        |
| Total                  | Total                  | Total                  | 57 530 | 100   |      |        |
| Abstention             | Abstention             | Abstention             | 34 988 | 37,82 |      |        |
| Inscrits/Participation | Inscrits/Participation | Inscrits/Participation | 92 518 | 62,18 |      |        |

| Parti                  | Parti                  | Candidat               | Votes  | %     | +/-  | Maj.   |
| ---------------------- | ---------------------- | ---------------------- | ------ | ----- | ---- | ------ |
|                        | Bloc québécois         | Luc Thériault          | 27 378 | 53,21 | 4,80 | 17 182 |
|                        | Libéral                | Javeria Qureshi        | 10 196 | 19,82 | 0,62 |        |
|                        | Conservateur           | Gisèle Desroches       | 6 011  | 11,68 | 2,66 |        |
|                        | NPD                    | Oulai B. Goué          | 3 218  | 6,25  | 0,16 |        |
|                        | Parti populaire        | Bruno Beaudry          | 2 258  | 4,39  | 3,43 |        |
|                        | Vert                   | Mathieu Goyette        | 1 317  | 2,56  | 1,85 |        |
|                        | Parti Libre            | Robert Bellerose       | 1 074  | 2,09  | Nv.  |        |
|                        |                        |                        |        |       |      |        |
| Votes valides          | Votes valides          | Votes valides          | 51 452 | 97,47 |      |        |
| Bulletins nuls         | Bulletins nuls         | Bulletins nuls         | 1 337  | 2,53  |      |        |
| Total                  | Total                  | Total                  | 52 789 | 100   |      |        |
| Abstention             | Abstention             | Abstention             | 39 950 | 43,08 |      |        |
| Inscrits/Participation | Inscrits/Participation | Inscrits/Participation | 92 739 | 56,92 |      |        |

| Parti                  | Parti                  | Candidat                   | Votes  | %     | +/-  | Maj.   |
| ---------------------- | ---------------------- | -------------------------- | ------ | ----- | ---- | ------ |
|                        | Bloc québécois         | Monique Pauzé              | 30 848 | 51,67 | 1,55 | 14 348 |
|                        | Libéral                | Yvelie Kernizan            | 16 500 | 27,64 | 0,03 |        |
|                        | Conservateur           | Pascal Bapfou Vozang Siewe | 5 328  | 8,92  | 1,47 |        |
|                        | NPD                    | Naomie Mathieu Chauvette   | 4 484  | 7,51  | 0,68 |        |
|                        | Parti Libre            | Pierre Duval               | 2 025  | 3,39  | Nv.  |        |
|                        | PIQ                    | Michel Boucher Granger     | 516    | 0,86  | 0,33 |        |
|                        |                        |                            |        |       |      |        |
| Votes valides          | Votes valides          | Votes valides              | 59 701 | 97,46 |      |        |
| Bulletins nuls         | Bulletins nuls         | Bulletins nuls             | 1 557  | 2,54  |      |        |
| Total                  | Total                  | Total                      | 61 258 | 100   |      |        |
| Abstention             | Abstention             | Abstention                 | 31 662 | 34,07 |      |        |
| Inscrits/Participation | Inscrits/Participation | Inscrits/Participation     | 92 920 | 65,93 |      |        |

| Parti                  | Parti                  | Candidat                   | Votes  | %     | +/-  | Maj.  |
| ---------------------- | ---------------------- | -------------------------- | ------ | ----- | ---- | ----- |
|                        | Bloc québécois         | Nathalie Sinclair-Desgagné | 24 270 | 41,17 | 9,42 | 6 795 |
|                        | Libéral                | Éric Forget                | 17 475 | 29,64 | 0,38 |       |
|                        | Conservateur           | Frédérick Desjardins       | 6 183  | 10,49 | 2,92 |       |
|                        | NPD                    | Luke Mayba                 | 3 913  | 6,64  | 0,90 |       |
|                        | Indépendant            | Michel Boudrias            | 3 864  | 6,55  | -    |       |
|                        | Parti populaire        | Louis Stinziani            | 1 594  | 2,70  | 2,05 |       |
|                        | Vert                   | David Hamelin-Schuilenburg | 847    | 1,44  | 2,27 |       |
|                        | Parti Libre            | Nathan Fortin-Dubé         | 803    | 1,36  | Nv.  |       |
|                        |                        |                            |        |       |      |       |
| Votes valides          | Votes valides          | Votes valides              | 58 949 | 97,75 |      |       |
| Bulletins nuls         | Bulletins nuls         | Bulletins nuls             | 1 355  | 2,25  |      |       |
| Total                  | Total                  | Total                      | 60 304 | 100   |      |       |
| Abstention             | Abstention             | Abstention                 | 30 724 | 33,75 |      |       |
| Inscrits/Participation | Inscrits/Participation | Inscrits/Participation     | 91 028 | 66,25 |      |       |

### Laurentides
| Parti                  | Parti                  | Candidat               | Votes   | %     | +/-  | Maj.   |
| ---------------------- | ---------------------- | ---------------------- | ------- | ----- | ---- | ------ |
|                        | Bloc québécois         | Marie-Hélène Gaudreau  | 32 133  | 50,11 | 3,29 | 16 167 |
|                        | Libéral                | Antoine Menassa        | 15 966  | 24,90 | 8,21 |        |
|                        | Conservateur           | Kathy Laframboise      | 6 770   | 10,56 | 2,94 |        |
|                        | NPD                    | Éric-Abel Baland       | 3 907   | 6,09  | 0,21 |        |
|                        | Parti populaire        | Richard Evenko         | 2 432   | 3,79  | 3,15 |        |
|                        | Vert                   | Michel Le Comte        | 1 570   | 2,45  | 2,38 |        |
|                        | Parti Libre            | Michel Leclerc         | 1 165   | 1,82  | Nv.  |        |
|                        | Indépendant            | Jean-Noël Sorel        | 180     | 0,28  | -    |        |
|                        |                        |                        |         |       |      |        |
| Votes valides          | Votes valides          | Votes valides          | 64 123  | 98,02 |      |        |
| Bulletins nuls         | Bulletins nuls         | Bulletins nuls         | 1 293   | 1,98  |      |        |
| Total                  | Total                  | Total                  | 65 416  | 100   |      |        |
| Abstention             | Abstention             | Abstention             | 40 243  | 38,09 |      |        |
| Inscrits/Participation | Inscrits/Participation | Inscrits/Participation | 105 659 | 61,91 |      |        |

| Parti                  | Parti                  | Candidat               | Votes   | %     | +/-  | Maj.   |
| ---------------------- | ---------------------- | ---------------------- | ------- | ----- | ---- | ------ |
|                        | Bloc québécois         | Jean-Denis Garon       | 29 376  | 46,55 | 4,53 | 14 534 |
|                        | Libéral                | François Loza          | 14 842  | 23,52 | 1,33 |        |
|                        | Conservateur           | Catherine Lefebvre     | 8 510   | 13,48 | 4,35 |        |
|                        | NPD                    | Benoit Bourassa        | 5 221   | 8,27  | 0,24 |        |
|                        | Parti populaire        | Christian Montpetit    | 2 569   | 4,07  | 3,08 |        |
|                        | Vert                   | Mario Guay             | 1 412   | 2,24  | 3,17 |        |
|                        | Parti Libre            | Ariane Croteau         | 1 182   | 1,87  | Nv.  |        |
|                        |                        |                        |         |       |      |        |
| Votes valides          | Votes valides          | Votes valides          | 63 112  | 97,83 |      |        |
| Bulletins nuls         | Bulletins nuls         | Bulletins nuls         | 1 402   | 2,17  |      |        |
| Total                  | Total                  | Total                  | 64 514  | 100   |      |        |
| Abstention             | Abstention             | Abstention             | 36 898  | 36,38 |      |        |
| Inscrits/Participation | Inscrits/Participation | Inscrits/Participation | 101 412 | 63,62 |      |        |

| Parti                  | Parti                  | Candidat               | Votes  | %     | +/-  | Maj.  |
| ---------------------- | ---------------------- | ---------------------- | ------ | ----- | ---- | ----- |
|                        | Bloc québécois         | Luc Desilets           | 21 645 | 40,56 | 0,05 | 2 810 |
|                        | Libéral                | Linda Lapointe         | 18 835 | 35,29 | 0,82 |       |
|                        | Conservateur           | Marc Duffy-Vincelette  | 5 479  | 10,27 | 2,22 |       |
|                        | NPD                    | Joseph Makizimana      | 3 852  | 7,22  | 1,38 |       |
|                        | Parti populaire        | Hans Roker Jr.         | 1 468  | 2,75  | 1,30 |       |
|                        | Vert                   | Alec Ware              | 972    | 1,82  | 3,36 |       |
|                        | Parti Libre            | Valérie Beauséjour     | 847    | 1,59  | Nv.  |       |
|                        | Parti patriote         | Michael Dionne         | 149    | 0,28  | Nv.  |       |
|                        | PIQ                    | Julius Bute            | 119    | 0,22  | Nv.  |       |
|                        |                        |                        |        |       |      |       |
| Votes valides          | Votes valides          | Votes valides          | 53 366 | 98,05 |      |       |
| Bulletins nuls         | Bulletins nuls         | Bulletins nuls         | 1 061  | 1,95  |      |       |
| Total                  | Total                  | Total                  | 54 427 | 100   |      |       |
| Abstention             | Abstention             | Abstention             | 28 820 | 34,62 |      |       |
| Inscrits/Participation | Inscrits/Participation | Inscrits/Participation | 83 247 | 65,38 |      |       |

| Parti                  | Parti                  | Candidat               | Votes  | %     | +/-  | Maj.   |
| ---------------------- | ---------------------- | ---------------------- | ------ | ----- | ---- | ------ |
|                        | Bloc québécois         | Rhéal Fortin           | 29 943 | 52,23 | 0,18 | 17 176 |
|                        | Libéral                | Theodora Bajkin        | 12 767 | 22,27 | 0,03 |        |
|                        | Conservateur           | Patricia Morrissette   | 6 803  | 11,87 | 0,02 |        |
|                        | NPD                    | Mary-Helen Paspaliaris | 3 958  | 6,90  | 0,08 |        |
|                        | Parti populaire        | Keeyan Ravanshid       | 2 146  | 3,77  | 3,09 |        |
|                        | Parti Libre            | Marie-Ève Damour       | 1 036  | 1,81  | Nv.  |        |
|                        | Rhinocéros             | Jean-François René     | 373    | 0,65  | Abs. |        |
|                        | PIQ                    | Nicolas Riqueur-Lainé  | 285    | 0,50  | 0,13 |        |
|                        |                        |                        |        |       |      |        |
| Votes valides          | Votes valides          | Votes valides          | 57 329 | 97,74 |      |        |
| Bulletins nuls         | Bulletins nuls         | Bulletins nuls         | 1 327  | 2,26  |      |        |
| Total                  | Total                  | Total                  | 58 656 | 100   |      |        |
| Abstention             | Abstention             | Abstention             | 40 728 | 40,98 |      |        |
| Inscrits/Participation | Inscrits/Participation | Inscrits/Participation | 99 384 | 59,02 |      |        |

#### Thérèse-De Blainville
| Parti                  | Parti                  | Candidat               | Votes  | %     | +/-  | Maj.  |
| ---------------------- | ---------------------- | ---------------------- | ------ | ----- | ---- | ----- |
|                        | Bloc québécois         | Louise Chabot          | 21 526 | 41,17 | 0,65 | 3 130 |
|                        | Libéral                | Ramez Ayoub            | 18 396 | 35,18 | 0,67 |       |
|                        | Conservateur           | Marc Bissonnette       | 5 773  | 11,04 | 2,05 |       |
|                        | NPD                    | Julienne Soumaoro      | 3 827  | 7,32  | 0,25 |       |
|                        | Parti populaire        | Vincent Aubé           | 1 386  | 2,65  | 2,02 |       |
|                        | Vert                   | Simon Paré-Poupart     | 1 018  | 1,95  | 2,68 |       |
|                        | Parti Libre            | Peggy Tassignon        | 362    | 0,69  | Nv.  |       |
|                        |                        |                        |        |       |      |       |
| Votes valides          | Votes valides          | Votes valides          | 52 288 | 98,28 |      |       |
| Bulletins nuls         | Bulletins nuls         | Bulletins nuls         | 915    | 1,72  |      |       |
| Total                  | Total                  | Total                  | 53 203 | 100   |      |       |
| Abstention             | Abstention             | Abstention             | 30 250 | 36,25 |      |       |
| Inscrits/Participation | Inscrits/Participation | Inscrits/Participation | 83 453 | 63,75 |      |       |

### Laval
| Parti                  | Parti                  | Candidat                    | Votes  | %     | +/-  | Maj.   |
| ---------------------- | ---------------------- | --------------------------- | ------ | ----- | ---- | ------ |
|                        | Libéral                | Angelo Iacono               | 24 516 | 47,83 | 0,07 | 11 117 |
|                        | Bloc québécois         | Isabel Dion                 | 13 399 | 26,14 | 2,49 |        |
|                        | Conservateur           | Angiolino D'Anello          | 6 988  | 13,63 | 2,73 |        |
|                        | NPD                    | Cindy Mercier               | 3 946  | 7,70  | 0,13 |        |
|                        | Parti Libre            | Dwayne Cappelletti          | 1 467  | 2,86  | Nv.  |        |
|                        | Vert                   | Pierre-Alexandre Corneillet | 940    | 1,83  | 1,78 |        |
|                        |                        |                             |        |       |      |        |
| Votes valides          | Votes valides          | Votes valides               | 51 256 | 97,76 |      |        |
| Bulletins nuls         | Bulletins nuls         | Bulletins nuls              | 1 176  | 2,24  |      |        |
| Total                  | Total                  | Total                       | 52 432 | 100   |      |        |
| Abstention             | Abstention             | Abstention                  | 26 328 | 33,43 |      |        |
| Inscrits/Participation | Inscrits/Participation | Inscrits/Participation      | 78 760 | 66,57 |      |        |

| Parti                  | Parti                  | Candidat               | Votes  | %     | +/-  | Maj.   |
| ---------------------- | ---------------------- | ---------------------- | ------ | ----- | ---- | ------ |
|                        | Libéral                | Fayçal El-Khoury       | 24 758 | 48,93 | 0,69 | 15 102 |
|                        | Bloc québécois         | Guillaume Jolivet      | 9 656  | 19,08 | 1,53 |        |
|                        | Conservateur           | Spyridonas Pettas      | 8 963  | 17,71 | 1,37 |        |
|                        | NPD                    | Rowan Woodmass         | 3 889  | 7,69  | 1,21 |        |
|                        | Parti populaire        | Matthieu Couture       | 2 571  | 5,08  | 3,44 |        |
|                        | Vert                   | Ahmed Taleb            | 760    | 1,50  | 2,87 |        |
|                        |                        |                        |        |       |      |        |
| Votes valides          | Votes valides          | Votes valides          | 50 597 | 98,41 |      |        |
| Bulletins nuls         | Bulletins nuls         | Bulletins nuls         | 819    | 1,59  |      |        |
| Total                  | Total                  | Total                  | 51 416 | 100   |      |        |
| Abstention             | Abstention             | Abstention             | 21 734 | 38,16 |      |        |
| Inscrits/Participation | Inscrits/Participation | Inscrits/Participation | 83 150 | 61,84 |      |        |

| Parti                  | Parti                  | Candidat               | Votes  | %     | +/-  | Maj.  |
| ---------------------- | ---------------------- | ---------------------- | ------ | ----- | ---- | ----- |
|                        | Libéral                | Yves Robillard         | 22 992 | 44,11 | 0,44 | 6 937 |
|                        | Bloc québécois         | Manon D. Lacharité     | 16 055 | 30,80 | 1,57 |       |
|                        | Conservateur           | Sarah Petrari          | 6 120  | 11,74 | 2,02 |       |
|                        | NPD                    | Ali Faour              | 4 461  | 8,56  | 0,07 |       |
|                        | Parti populaire        | Louis Léger            | 1 509  | 2,89  | 2,06 |       |
|                        | Parti Libre            | Micheline Flibotte     | 990    | 1,90  | Nv.  |       |
|                        |                        |                        |        |       |      |       |
| Votes valides          | Votes valides          | Votes valides          | 52 127 | 98,22 |      |       |
| Bulletins nuls         | Bulletins nuls         | Bulletins nuls         | 946    | 1,78  |      |       |
| Total                  | Total                  | Total                  | 53 073 | 100   |      |       |
| Abstention             | Abstention             | Abstention             | 25 894 | 32,79 |      |       |
| Inscrits/Participation | Inscrits/Participation | Inscrits/Participation | 78 967 | 67,21 |      |       |

| Parti                  | Parti                  | Candidat                 | Votes  | %     | +/-  | Maj.   |
| ---------------------- | ---------------------- | ------------------------ | ------ | ----- | ---- | ------ |
|                        | Libéral                | Annie Koutrakis          | 25 316 | 49,77 | 2,07 | 13 505 |
|                        | Bloc québécois         | Rachid Bandou            | 11 811 | 23,22 | 4,61 |        |
|                        | Conservateur           | Rima El-Helou            | 6 829  | 13,43 | 2,71 |        |
|                        | NPD                    | Vassif Aliev             | 4 731  | 9,30  | 0,69 |        |
|                        | Parti populaire        | Alejandro Morales-Loaiza | 2 175  | 4,28  | 2,96 |        |
|                        |                        |                          |        |       |      |        |
| Votes valides          | Votes valides          | Votes valides            | 50 862 | 97,79 |      |        |
| Bulletins nuls         | Bulletins nuls         | Bulletins nuls           | 1 149  | 2,21  |      |        |
| Total                  | Total                  | Total                    | 52 011 | 100   |      |        |
| Abstention             | Abstention             | Abstention               | 36 402 | 41,17 |      |        |
| Inscrits/Participation | Inscrits/Participation | Inscrits/Participation   | 88 413 | 58,83 |      |        |

### Mauricie

#### Berthier—Maskinongé
| Parti                  | Parti                  | Candidat               | Votes  | %     | +/-  | Maj. |
| ---------------------- | ---------------------- | ---------------------- | ------ | ----- | ---- | ---- |
|                        | Bloc québécois         | Yves Perron            | 19 339 | 35,20 | 2,42 | 937  |
|                        | NPD                    | Ruth Ellen Brosseau    | 18 402 | 33,49 | 1,46 |      |
|                        | Libéral                | Alexandre Bellemare    | 8 403  | 15,29 | 1,46 |      |
|                        | Conservateur           | Léo Soulières          | 6 007  | 10,93 | 0,62 |      |
|                        | Parti populaire        | Geneviève Sénécal      | 1 496  | 2,72  | 1,96 |      |
|                        | Parti Libre            | Denis Brown            | 551    | 1,00  | Nv.  |      |
|                        | Vert                   | Laurence Requilé       | 548    | 1,00  | 0,79 |      |
|                        | Marijuana              | Steven Lamirande       | 199    | 0,36  | 0,17 |      |
|                        |                        |                        |        |       |      |      |
| Votes valides          | Votes valides          | Votes valides          | 54 945 | 98,22 |      |      |
| Bulletins nuls         | Bulletins nuls         | Bulletins nuls         | 998    | 1,78  |      |      |
| Total                  | Total                  | Total                  | 55 943 | 100   |      |      |
| Abstention             | Abstention             | Abstention             | 30 404 | 35,21 |      |      |
| Inscrits/Participation | Inscrits/Participation | Inscrits/Participation | 86 347 | 64,79 |      |      |

#### Saint-Maurice—Champlain
| Parti                  | Parti                  | Candidat                    | Votes  | %     | +/-  | Maj.  |
| ---------------------- | ---------------------- | --------------------------- | ------ | ----- | ---- | ----- |
|                        | Libéral                | François-Philippe Champagne | 23 913 | 42,45 | 2,90 | 6 973 |
|                        | Bloc québécois         | Jacynthe Bruneau            | 16 940 | 30,07 | 4,08 |       |
|                        | Conservateur           | Jacques Bouchard            | 10 139 | 18,00 | 1,66 |       |
|                        | NPD                    | Valérie Bergeron            | 2 849  | 5,06  | 0,20 |       |
|                        | Parti Libre            | Marie Gabrielle Rouleau     | 932    | 1,65  | Nv.  |       |
|                        | Vert                   | Marie-Claude Gaudet         | 731    | 1,30  | 1,80 |       |
|                        | Marijuana              | Hugo Beaumont Tremblay      | 307    | 0,54  | Abs. |       |
|                        | Rhinocéros             | Dji-Pé Frazer               | 285    | 0,51  | Nv.  |       |
|                        | Indépendant            | Alain Magnan                | 241    | 0,43  | -    |       |
|                        |                        |                             |        |       |      |       |
| Votes valides          | Votes valides          | Votes valides               | 56 337 | 97,61 |      |       |
| Bulletins nuls         | Bulletins nuls         | Bulletins nuls              | 1 379  | 2,39  |      |       |
| Total                  | Total                  | Total                       | 57 716 | 100   |      |       |
| Abstention             | Abstention             | Abstention                  | 26 053 | 38,45 |      |       |
| Inscrits/Participation | Inscrits/Participation | Inscrits/Participation      | 93 769 | 61,55 |      |       |

#### Trois-Rivières
| Parti                  | Parti                  | Candidat               | Votes  | %     | +/-  | Maj. |
| ---------------------- | ---------------------- | ---------------------- | ------ | ----- | ---- | ---- |
|                        | Bloc québécois         | René Villemure         | 17 136 | 29,49 | 1,01 | 83   |
|                        | Conservateur           | Yves Lévesque          | 17 053 | 29,35 | 4,18 |      |
|                        | Libéral                | Martin Francoeur       | 16 637 | 28,63 | 2,57 |      |
|                        | NPD                    | Adis Simidzija         | 4 680  | 8,05  | 8,62 |      |
|                        | Parti populaire        | Jean Landry            | 1 115  | 1,92  | 0,99 |      |
|                        | Vert                   | Andrew Holman          | 754    | 1,30  | 1,16 |      |
|                        | Parti Libre            | Gilles Brodeur         | 735    | 1,26  | Nv.  |      |
|                        |                        |                        |        |       |      |      |
| Votes valides          | Votes valides          | Votes valides          | 58 110 | 97,95 |      |      |
| Bulletins nuls         | Bulletins nuls         | Bulletins nuls         | 1 214  | 2,05  |      |      |
| Total                  | Total                  | Total                  | 59 324 | 100   |      |      |
| Abstention             | Abstention             | Abstention             | 33 089 | 35,81 |      |      |
| Inscrits/Participation | Inscrits/Participation | Inscrits/Participation | 92 413 | 64,19 |      |      |

### Montérégie
| Parti                  | Parti                  | Candidat                | Votes  | %     | +/-  | Maj.   |
| ---------------------- | ---------------------- | ----------------------- | ------ | ----- | ---- | ------ |
|                        | Bloc québécois         | Yves-François Blanchet  | 34 678 | 53,09 | 2,63 | 19 176 |
|                        | Libéral                | Marie-Chantale Hamel    | 15 502 | 23,73 | 0,62 |        |
|                        | Conservateur           | Stéphane Robichaud      | 5 661  | 8,67  | 2,47 |        |
|                        | NPD                    | Marie-Josée Béliveau    | 5 524  | 8,46  | 6,05 |        |
|                        | Parti populaire        | Danila Ejov             | 1 316  | 2,01  | 1,27 |        |
|                        | Vert                   | Fabrice Gélinas Larrain | 1 294  | 1,98  | 2,70 |        |
|                        | Parti Libre            | Mario Grimard           | 810    | 1,24  | Nv.  |        |
|                        | Marijuana              | Benjamin Vachon         | 191    | 0,29  | Nv.  |        |
|                        | Rhinocéros             | Thomas Thibault-Vincent | 185    | 0,28  | Nv.  |        |
|                        | PIQ                    | Michel Blondin          | 163    | 0,25  | 0,05 |        |
|                        |                        |                         |        |       |      |        |
| Votes valides          | Votes valides          | Votes valides           | 65 324 | 98,33 |      |        |
| Bulletins nuls         | Bulletins nuls         | Bulletins nuls          | 1 109  | 1,67  |      |        |
| Total                  | Total                  | Total                   | 66 433 | 100   |      |        |
| Abstention             | Abstention             | Abstention              | 30 114 | 31,19 |      |        |
| Inscrits/Participation | Inscrits/Participation | Inscrits/Participation  | 96 547 | 68,81 |      |        |

| Parti                  | Parti                  | Candidat                | Votes  | %     | +/-  | Maj.   |
| ---------------------- | ---------------------- | ----------------------- | ------ | ----- | ---- | ------ |
|                        | Libéral                | Alexandra Mendès        | 28 326 | 54,10 | 0,20 | 17 885 |
|                        | Bloc québécois         | Marie-Laurence Desgagné | 10 441 | 19,94 | 0,29 |        |
|                        | Conservateur           | Marcos Alves            | 6 276  | 11,99 | 1,20 |        |
|                        | NPD                    | Marc Audet              | 5 442  | 10,39 | 0,84 |        |
|                        | Parti populaire        | Brenda Ross             | 1 288  | 2,46  | 1,53 |        |
|                        | Parti Libre            | Engineer-Ingénieur Hu   | 583    | 1,11  | Nv.  |        |
|                        |                        |                         |        |       |      |        |
| Votes valides          | Votes valides          | Votes valides           | 52 356 | 98,60 |      |        |
| Bulletins nuls         | Bulletins nuls         | Bulletins nuls          | 744    | 1,40  |      |        |
| Total                  | Total                  | Total                   | 53 100 | 100   |      |        |
| Abstention             | Abstention             | Abstention              | 30 025 | 36,12 |      |        |
| Inscrits/Participation | Inscrits/Participation | Inscrits/Participation  | 83 125 | 63,88 |      |        |

| Parti                  | Parti                  | Candidat               | Votes  | %     | +/-  | Maj. |
| ---------------------- | ---------------------- | ---------------------- | ------ | ----- | ---- | ---- |
|                        | Libéral                | Brenda Shanahan        | 18 029 | 37,03 | 1,86 | 12   |
|                        | Bloc québécois         | Patrick O'Hara         | 18 017 | 37,01 | 0,16 |      |
|                        | Conservateur           | Pierre Bournaki        | 5 538  | 11,38 | 0,21 |      |
|                        | NPD                    | Hannah Wolker          | 3 752  | 7,71  | 0,07 |      |
|                        | Parti populaire        | Jeff Benoit            | 1 821  | 3,74  | 2,67 |      |
|                        | Vert                   | Frédéric Olivier       | 801    | 1,65  | 2,03 |      |
|                        | Parti Libre            | André Lafrance         | 448    | 0,92  | Nv.  |      |
|                        | PIQ                    | Marc Gagnon            | 277    | 0,57  | 0,18 |      |
|                        |                        |                        |        |       |      |      |
| Votes valides          | Votes valides          | Votes valides          | 48 683 | 97,87 |      |      |
| Bulletins nuls         | Bulletins nuls         | Bulletins nuls         | 1 061  | 2,13  |      |      |
| Total                  | Total                  | Total                  | 49 744 | 100   |      |      |
| Abstention             | Abstention             | Abstention             | 30 110 | 37,71 |      |      |
| Inscrits/Participation | Inscrits/Participation | Inscrits/Participation | 79 854 | 62,29 |      |      |

| Parti                  | Parti                  | Candidat               | Votes  | %     | +/-  | Maj.  |
| ---------------------- | ---------------------- | ---------------------- | ------ | ----- | ---- | ----- |
|                        | Bloc québécois         | Alain Therrien         | 25 862 | 43,73 | 1,97 | 5 392 |
|                        | Libéral                | Caroline Desrochers    | 20 470 | 34,61 | 1,95 |       |
|                        | Conservateur           | Lise des Greniers      | 5 878  | 9,94  | 0,94 |       |
|                        | NPD                    | Victoria Hernandez     | 4 317  | 7,30  | 0,41 |       |
|                        | Parti populaire        | Ruth Fontaine          | 1 532  | 2,59  | 1,95 |       |
|                        | Vert                   | Barbara Joannette      | 983    | 1,66  | 2,51 |       |
|                        | Marxiste-Léniniste     | Normand Chouinard      | 98     | 0,17  | 0,01 |       |
|                        |                        |                        |        |       |      |       |
| Votes valides          | Votes valides          | Votes valides          | 59 140 | 98,46 |      |       |
| Bulletins nuls         | Bulletins nuls         | Bulletins nuls         | 924    | 1,54  |      |       |
| Total                  | Total                  | Total                  | 60 064 | 100   |      |       |
| Abstention             | Abstention             | Abstention             | 28 539 | 32,21 |      |       |
| Inscrits/Participation | Inscrits/Participation | Inscrits/Participation | 88 603 | 67,79 |      |       |

| Parti                  | Parti                  | Candidat               | Votes  | %     | +/-  | Maj.  |
| ---------------------- | ---------------------- | ---------------------- | ------ | ----- | ---- | ----- |
|                        | Libéral                | Sherry Romanado        | 19 400 | 40,44 | 1,42 | 2 474 |
|                        | Bloc québécois         | Nathalie Boisclair     | 16 926 | 35,28 | 1,18 |       |
|                        | NPD                    | Kalden Dhatsenpa       | 4 957  | 10,33 | 0,07 |       |
|                        | Conservateur           | Isabelle Lalonde       | 3 986  | 8,31  | 0,92 |       |
|                        | Parti populaire        | Tiny Olinga            | 1 409  | 2,94  | 1,86 |       |
|                        | Vert                   | Nancy Cardin           | 1 170  | 2,44  | 3,34 |       |
|                        | Marxiste-Léniniste     | Pierre Chénier         | 122    | 0,25  | Abs. |       |
|                        |                        |                        |        |       |      |       |
| Votes valides          | Votes valides          | Votes valides          | 47 970 | 97,66 |      |       |
| Bulletins nuls         | Bulletins nuls         | Bulletins nuls         | 1 150  | 2,34  |      |       |
| Total                  | Total                  | Total                  | 49 120 | 100   |      |       |
| Abstention             | Abstention             | Abstention             | 33 019 | 40,20 |      |       |
| Inscrits/Participation | Inscrits/Participation | Inscrits/Participation | 82 139 | 59,80 |      |       |

| Parti                  | Parti                  | Candidat               | Votes  | %     | +/-  | Maj.  |
| ---------------------- | ---------------------- | ---------------------- | ------ | ----- | ---- | ----- |
|                        | Bloc québécois         | Denis Trudel           | 23 579 | 41,20 | 2,66 | 1 649 |
|                        | Libéral                | Florence Gagnon        | 21 930 | 38,32 | 4,11 |       |
|                        | NPD                    | Mildred Murray         | 4 553  | 7,95  | 0,58 |       |
|                        | Conservateur           | Boukare Tall           | 3 964  | 6,93  | 0,62 |       |
|                        | Vert                   | Simon King             | 1 599  | 2,79  | 8,48 |       |
|                        | Parti populaire        | Manon Girard           | 1 358  | 2,37  | 1,59 |       |
|                        | PIQ                    | Jacinthe Lafrenaye     | 252    | 0,44  | Nv.  |       |
|                        |                        |                        |        |       |      |       |
| Votes valides          | Votes valides          | Votes valides          | 57 235 | 98,04 |      |       |
| Bulletins nuls         | Bulletins nuls         | Bulletins nuls         | 1 144  | 1,96  |      |       |
| Total                  | Total                  | Total                  | 58 379 | 100   |      |       |
| Abstention             | Abstention             | Abstention             | 27 933 | 32,36 |      |       |
| Inscrits/Participation | Inscrits/Participation | Inscrits/Participation | 86 312 | 67,64 |      |       |

| Parti                  | Parti                  | Candidat               | Votes  | %     | +/-  | Maj.  |
| ---------------------- | ---------------------- | ---------------------- | ------ | ----- | ---- | ----- |
|                        | Bloc québécois         | Stéphane Bergeron      | 26 011 | 45,26 | 2,43 | 6 037 |
|                        | Libéral                | Marie-Ève Pelchat      | 19 974 | 34,75 | 0,81 |       |
|                        | Conservateur           | Julie Sauvageau        | 5 460  | 9,50  | 2,51 |       |
|                        | NPD                    | Djaouida Sellah        | 4 809  | 8,37  | 0,04 |       |
|                        | Parti populaire        | Natasha Hynes          | 1 218  | 2,12  | 1,27 |       |
|                        |                        |                        |        |       |      |       |
| Votes valides          | Votes valides          | Votes valides          | 57 472 | 98,23 |      |       |
| Bulletins nuls         | Bulletins nuls         | Bulletins nuls         | 1 033  | 1,77  |      |       |
| Total                  | Total                  | Total                  | 58 505 | 100   |      |       |
| Abstention             | Abstention             | Abstention             | 19 851 | 25,33 |      |       |
| Inscrits/Participation | Inscrits/Participation | Inscrits/Participation | 78 356 | 74,67 |      |       |

| Parti                  | Parti                  | Candidat               | Votes  | %     | +/-  | Maj.   |
| ---------------------- | ---------------------- | ---------------------- | ------ | ----- | ---- | ------ |
|                        | Bloc québécois         | Xavier Barsalou-Duval  | 29 978 | 54,26 | 3,24 | 15 696 |
|                        | Libéral                | Louis-Gabriel Girard   | 14 282 | 25,85 | 2,67 |        |
|                        | Conservateur           | Jérôme Painchaud       | 4 870  | 8,82  | 0,74 |        |
|                        | NPD                    | Martin Leprohon        | 4 261  | 7,71  | 0,81 |        |
|                        | Parti populaire        | Alexandre Blais        | 1 078  | 1,95  | 1,32 |        |
|                        | Parti Libre            | Carole Boisvert        | 777    | 1,41  | Nv.  |        |
|                        |                        |                        |        |       |      |        |
| Votes valides          | Votes valides          | Votes valides          | 55 246 | 98,29 |      |        |
| Bulletins nuls         | Bulletins nuls         | Bulletins nuls         | 964    | 1,71  |      |        |
| Total                  | Total                  | Total                  | 56 210 | 100   |      |        |
| Abstention             | Abstention             | Abstention             | 25 280 | 31,02 |      |        |
| Inscrits/Participation | Inscrits/Participation | Inscrits/Participation | 81 490 | 68,98 |      |        |

| Parti                  | Parti                  | Candidat                     | Votes  | %     | +/-  | Maj.   |
| ---------------------- | ---------------------- | ---------------------------- | ------ | ----- | ---- | ------ |
|                        | Bloc québécois         | Simon-Pierre Savard-Tremblay | 25 165 | 47,45 | 6,06 | 13 135 |
|                        | Libéral                | Caroline-Joan Boucher        | 12 030 | 22,68 | 1,39 |        |
|                        | Conservateur           | André Lepage                 | 7 166  | 13,51 | 0,91 |        |
|                        | NPD                    | Brigitte Sansoucy            | 6 170  | 11,63 | 6,79 |        |
|                        | Parti populaire        | Sylvain Pariseau             | 1 445  | 2,72  | 1,87 |        |
|                        | Parti Libre            | Sébastien Desautels          | 1 055  | 1,99  | Nv.  |        |
|                        |                        |                              |        |       |      |        |
| Votes valides          | Votes valides          | Votes valides                | 53 031 | 97,36 |      |        |
| Bulletins nuls         | Bulletins nuls         | Bulletins nuls               | 1 439  | 2,64  |      |        |
| Total                  | Total                  | Total                        | 54 470 | 100   |      |        |
| Abstention             | Abstention             | Abstention                   | 28 784 | 34,57 |      |        |
| Inscrits/Participation | Inscrits/Participation | Inscrits/Participation       | 83 254 | 65,43 |      |        |

| Parti                  | Parti                  | Candidat               | Votes  | %     | +/-  | Maj.   |
| ---------------------- | ---------------------- | ---------------------- | ------ | ----- | ---- | ------ |
|                        | Bloc québécois         | Christine Normandin    | 27 243 | 46,01 | 1,16 | 10 593 |
|                        | Libéral                | Jean Rioux             | 16 650 | 28,12 | 2,44 |        |
|                        | Conservateur           | Serge Benoit           | 7 544  | 12,74 | 2,05 |        |
|                        | NPD                    | Jeremy Fournier        | 4 308  | 7,28  | 0,47 |        |
|                        | Parti Libre            | Jean-Charles Cléroux   | 1 790  | 3,02  | Nv.  |        |
|                        | Vert                   | Leigh V. Ryan          | 1 262  | 2,13  | 2,92 |        |
|                        | PIQ                    | Pierre Duteau          | 413    | 0,70  | 0,23 |        |
|                        |                        |                        |        |       |      |        |
| Votes valides          | Votes valides          | Votes valides          | 59 210 | 97,49 |      |        |
| Bulletins nuls         | Bulletins nuls         | Bulletins nuls         | 1 527  | 2,51  |      |        |
| Total                  | Total                  | Total                  | 60 737 | 100   |      |        |
| Abstention             | Abstention             | Abstention             | 31 432 | 34,10 |      |        |
| Inscrits/Participation | Inscrits/Participation | Inscrits/Participation | 92 169 | 65,90 |      |        |

| Parti                  | Parti                  | Candidat               | Votes  | %     | +/-  | Maj.   |
| ---------------------- | ---------------------- | ---------------------- | ------ | ----- | ---- | ------ |
|                        | Bloc québécois         | Claude DeBellefeuille  | 29 093 | 47,80 | 0,15 | 12 543 |
|                        | Libéral                | Linda Gallant          | 16 550 | 27,19 | 2,51 |        |
|                        | Conservateur           | Jean Collette          | 7 476  | 12,28 | 2,56 |        |
|                        | NPD                    | Joan Gottman           | 4 529  | 7,44  | 0,55 |        |
|                        | Parti populaire        | Nicolas Thivierge      | 2 207  | 3,63  | 2,41 |        |
|                        | Parti Libre            | Marcel Goyette         | 561    | 0,92  | Nv.  |        |
|                        | PIQ                    | Luc Bertrand           | 449    | 0,74  | 0,20 |        |
|                        |                        |                        |        |       |      |        |
| Votes valides          | Votes valides          | Votes valides          | 60 865 | 97,82 |      |        |
| Bulletins nuls         | Bulletins nuls         | Bulletins nuls         | 1 355  | 2,18  |      |        |
| Total                  | Total                  | Total                  | 62 220 | 100   |      |        |
| Abstention             | Abstention             | Abstention             | 37 296 | 37,48 |      |        |
| Inscrits/Participation | Inscrits/Participation | Inscrits/Participation | 99 516 | 62,52 |      |        |

| Parti                  | Parti                  | Candidat                 | Votes  | %     | +/-  | Maj.   |
| ---------------------- | ---------------------- | ------------------------ | ------ | ----- | ---- | ------ |
|                        | Libéral                | Peter Schiefke           | 30 001 | 46,47 | 0,86 | 15 693 |
|                        | Bloc québécois         | Thierry Vadnais-Lapierre | 14 308 | 22,16 | 2,20 |        |
|                        | Conservateur           | Karen Cox                | 10 556 | 16,35 | 4,90 |        |
|                        | NPD                    | Niklas Brake             | 6 780  | 10,50 | 0,31 |        |
|                        | Vert                   | Caemeron Stiff           | 1 631  | 2,53  | 2,47 |        |
|                        | Parti Libre            | Ginette Destrempes       | 1 288  | 1,99  | Nv.  |        |
|                        |                        |                          |        |       |      |        |
| Votes valides          | Votes valides          | Votes valides            | 64 564 | 98,13 |      |        |
| Bulletins nuls         | Bulletins nuls         | Bulletins nuls           | 1 233  | 1,87  |      |        |
| Total                  | Total                  | Total                    | 65 797 | 100   |      |        |
| Abstention             | Abstention             | Abstention               | 32 589 | 33,12 |      |        |
| Inscrits/Participation | Inscrits/Participation | Inscrits/Participation   | 98 386 | 66,88 |      |        |

### Montréal
| Parti                  | Parti                  | Candidat               | Votes  | %     | +/-  | Maj.   |
| ---------------------- | ---------------------- | ---------------------- | ------ | ----- | ---- | ------ |
|                        | Libéral                | Mélanie Joly           | 26 402 | 52,38 | 0,07 | 15 290 |
|                        | Bloc québécois         | Anna Simonyan          | 11 112 | 22,04 | 0,31 |        |
|                        | NPD                    | Ghada Chaabi           | 5 844  | 11,59 | 0,19 |        |
|                        | Conservateur           | Steven Duarte          | 4 247  | 8,43  | 1,15 |        |
|                        | Vert                   | Luc Joli-Coeur         | 1 491  | 2,96  | 3,12 |        |
|                        | Parti populaire        | Manon Chevalier        | 1 313  | 2,60  | 0,54 |        |
|                        |                        |                        |        |       |      |        |
| Votes valides          | Votes valides          | Votes valides          | 50 409 | 97,95 |      |        |
| Bulletins nuls         | Bulletins nuls         | Bulletins nuls         | 1 054  | 2,05  |      |        |
| Total                  | Total                  | Total                  | 51 463 | 100   |      |        |
| Abstention             | Abstention             | Abstention             | 28 896 | 35,96 |      |        |
| Inscrits/Participation | Inscrits/Participation | Inscrits/Participation | 80 359 | 64,04 |      |        |

| Parti                  | Parti                  | Candidat               | Votes  | %     | +/-  | Maj.   |
| ---------------------- | ---------------------- | ---------------------- | ------ | ----- | ---- | ------ |
|                        | Libéral                | Emmanuel Dubourg       | 22 303 | 60,39 | 2,82 | 15 396 |
|                        | Bloc québécois         | Ando Dia               | 6 907  | 18,70 | 3,71 |        |
|                        | NPD                    | Nicholas Ponari        | 2 956  | 8,00  | 0,06 |        |
|                        | Conservateur           | Ilyasa Sykes           | 2 587  | 7,00  | 0,18 |        |
|                        | Parti populaire        | Michel Lavoie          | 1 349  | 3,65  | 1,79 |        |
|                        | Vert                   | Mathe Perrone          | 679    | 1,84  | 1,49 |        |
|                        | Indépendant            | Michel Prairie         | 151    | 0,41  | -    |        |
|                        |                        |                        |        |       |      |        |
| Votes valides          | Votes valides          | Votes valides          | 36 932 | 97,14 |      |        |
| Bulletins nuls         | Bulletins nuls         | Bulletins nuls         | 1 086  | 2,86  |      |        |
| Total                  | Total                  | Total                  | 38 018 | 100   |      |        |
| Abstention             | Abstention             | Abstention             | 29 373 | 43,59 |      |        |
| Inscrits/Participation | Inscrits/Participation | Inscrits/Participation | 67 391 | 56,41 |      |        |

| Parti                  | Parti                  | Candidat                    | Votes  | %     | +/-  | Maj.  |
| ---------------------- | ---------------------- | --------------------------- | ------ | ----- | ---- | ----- |
|                        | Libéral                | Soraya Martinez Ferrada     | 18 197 | 38,14 | 4,19 | 3 108 |
|                        | Bloc québécois         | Simon Marchand              | 15 089 | 31,63 | 1,71 |       |
|                        | NPD                    | Catheryn Roy-Goyette        | 9 723  | 20,38 | 1,21 |       |
|                        | Conservateur           | Aime Calle Cabrera          | 2 221  | 4,66  | 0,17 |       |
|                        | Parti populaire        | Marc-André Doucet-Beauchamp | 1 081  | 2,27  | 1,56 |       |
|                        | Vert                   | Zachary Lavarenne           | 965    | 2,02  | 2,92 |       |
|                        | Rhinocéros             | Alan Smithee                | 238    | 0,50  | 0,09 |       |
|                        | Communiste             | Michelle Paquette           | 108    | 0,23  | 0,04 |       |
|                        | Marxiste-Léniniste     | Christine Dandenault        | 84     | 0,18  | 0,02 |       |
|                        |                        |                             |        |       |      |       |
| Votes valides          | Votes valides          | Votes valides               | 47 706 | 98,22 |      |       |
| Bulletins nuls         | Bulletins nuls         | Bulletins nuls              | 867    | 1,78  |      |       |
| Total                  | Total                  | Total                       | 48 573 | 100   |      |       |
| Abstention             | Abstention             | Abstention                  | 30 355 | 38,46 |      |       |
| Inscrits/Participation | Inscrits/Participation | Inscrits/Participation      | 78 928 | 61,54 |      |       |

| Parti                  | Parti                  | Candidat                 | Votes  | %     | +/-  | Maj.   |
| ---------------------- | ---------------------- | ------------------------ | ------ | ----- | ---- | ------ |
|                        | Libéral                | Pablo Rodriguez          | 29 033 | 59,97 | 1,31 | 21 125 |
|                        | Bloc québécois         | Charlotte Lévesque-Marin | 7 908  | 16,34 | 3,47 |        |
|                        | Conservateur           | Guy Croteau              | 5 086  | 10,51 | 0,96 |        |
|                        | NPD                    | Paulina Ayala            | 3 537  | 7,31  | 0,89 |        |
|                        | Parti populaire        | Lucilla Miranda          | 2 023  | 4,18  | 3,27 |        |
|                        | Vert                   | Bianca Deltorto-Russell  | 734    | 1,52  | 1,21 |        |
|                        | Marxiste-Léniniste     | Yves Le Seigle           | 88     | 0,18  | 0,04 |        |
|                        |                        |                          |        |       |      |        |
| Votes valides          | Votes valides          | Votes valides            | 48 409 | 98,03 |      |        |
| Bulletins nuls         | Bulletins nuls         | Bulletins nuls           | 971    | 1,97  |      |        |
| Total                  | Total                  | Total                    | 49 380 | 100   |      |        |
| Abstention             | Abstention             | Abstention               | 27 904 | 36,11 |      |        |
| Inscrits/Participation | Inscrits/Participation | Inscrits/Participation   | 77 284 | 63,89 |      |        |

| Parti                  | Parti                  | Candidat                 | Votes  | %     | +/-  | Maj.  |
| ---------------------- | ---------------------- | ------------------------ | ------ | ----- | ---- | ----- |
|                        | Bloc québécois         | Mario Beaulieu           | 23 835 | 46,66 | 0,18 | 7 327 |
|                        | Libéral                | Jonas Fadeu              | 16 508 | 32,32 | 1,89 |       |
|                        | NPD                    | Alexandre Vallerand      | 4 954  | 9,70  | 1,21 |       |
|                        | Conservateur           | Massimo Anania           | 3 427  | 6,71  | 0,46 |       |
|                        | Parti populaire        | Jonathan Desclin         | 1 399  | 2,74  | 2,04 |       |
|                        | Parti Libre            | Agnés Falquet            | 577    | 1,13  | Nv.  |       |
|                        | PIQ                    | Charles Philippe Gervais | 221    | 0,43  | 0,07 |       |
|                        | Marxiste-Léniniste     | Geneviève Royer          | 159    | 0,31  | 0,15 |       |
|                        |                        |                          |        |       |      |       |
| Votes valides          | Votes valides          | Votes valides            | 51 080 | 97,63 |      |       |
| Bulletins nuls         | Bulletins nuls         | Bulletins nuls           | 1 239  | 2,37  |      |       |
| Total                  | Total                  | Total                    | 52 319 | 100   |      |       |
| Abstention             | Abstention             | Abstention               | 31 780 | 37,79 |      |       |
| Inscrits/Participation | Inscrits/Participation | Inscrits/Participation   | 84 099 | 62,21 |      |       |

| Parti                  | Parti                  | Candidat               | Votes  | %     | +/-  | Maj.  |
| ---------------------- | ---------------------- | ---------------------- | ------ | ----- | ---- | ----- |
|                        | Libéral                | Steven Guilbeault      | 16 961 | 37,96 | 3,80 | 2 281 |
|                        | NPD                    | Nimâ Machouf           | 14 680 | 32,86 | 7,67 |       |
|                        | Bloc québécois         | Marie-Ève-Lyne Michel  | 9 114  | 20,40 | 2,42 |       |
|                        | Conservateur           | Ronan Reich            | 1 500  | 3,36  | 0,55 |       |
|                        | Vert                   | Jean-Michel Lavarenne  | 992    | 2,22  | 3,82 |       |
|                        | Parti populaire        | Daniel Tanguay         | 758    | 1,70  | 1,10 |       |
|                        | Parti Libre            | Julie Morin            | 233    | 0,52  | Nv.  |       |
|                        | Protection des animaux | Kimberly Lamontagne    | 199    | 0,45  | Nv.  |       |
|                        | Communiste             | Adrien Welsh           | 95     | 0,21  | 0,08 |       |
|                        | Indépendant            | Cyril Julien           | 74     | 0,17  | -    |       |
|                        | Marxiste-Léniniste     | Serge Lachapelle       | 70     | 0,16  | 0,02 |       |
|                        |                        |                        |        |       |      |       |
| Votes valides          | Votes valides          | Votes valides          | 44 676 | 98,78 |      |       |
| Bulletins nuls         | Bulletins nuls         | Bulletins nuls         | 551    | 1,22  |      |       |
| Total                  | Total                  | Total                  | 45 227 | 100   |      |       |
| Abstention             | Abstention             | Abstention             | 35 068 | 43,67 |      |       |
| Inscrits/Participation | Inscrits/Participation | Inscrits/Participation | 80 295 | 56,33 |      |       |

| Parti                  | Parti                  | Candidat               | Votes  | %     | +/-  | Maj.   |
| ---------------------- | ---------------------- | ---------------------- | ------ | ----- | ---- | ------ |
|                        | Libéral                | Justin Trudeau         | 22 848 | 50,30 | 0,82 | 12 545 |
|                        | NPD                    | Christine Paré         | 10 303 | 22,68 | 3,48 |        |
|                        | Bloc québécois         | Nabila Ben Youssef     | 6 830  | 15,04 | 0,96 |        |
|                        | Conservateur           | Julio Rivera           | 2 198  | 4,84  | 0,60 |        |
|                        | Vert                   | Alain Lépine           | 1 448  | 3,19  | 4,18 |        |
|                        | Parti populaire        | Christian Boutin       | 1 064  | 2,34  | 1,71 |        |
|                        | Rhinocéros             | Above Znoneofthe       | 418    | 0,92  | 0,21 |        |
|                        | Marxiste-Léniniste     | Garnet Colly           | 115    | 0,25  | Abs. |        |
|                        | Indépendant            | Raymond Martin         | 102    | 0,22  | -    |        |
|                        | Indépendant            | Béatrice Zako          | 97     | 0,21  | -    |        |
|                        |                        |                        |        |       |      |        |
| Votes valides          | Votes valides          | Votes valides          | 45 423 | 98,07 |      |        |
| Bulletins nuls         | Bulletins nuls         | Bulletins nuls         | 894    | 1,93  |      |        |
| Total                  | Total                  | Total                  | 46 317 | 100   |      |        |
| Abstention             | Abstention             | Abstention             | 26 655 | 36,53 |      |        |
| Inscrits/Participation | Inscrits/Participation | Inscrits/Participation | 72 972 | 63,47 |      |        |

| Parti                  | Parti                  | Candidat                   | Votes  | %     | +/-  | Maj.   |
| ---------------------- | ---------------------- | -------------------------- | ------ | ----- | ---- | ------ |
|                        | NPD                    | Alexandre Boulerice        | 26 708 | 48,57 | 6,09 | 13 970 |
|                        | Libéral                | Nancy Drolet               | 12 738 | 23,17 | 1,04 |        |
|                        | Bloc québécois         | Shophika Vaithyanathasarma | 11 751 | 21,37 | 2,39 |        |
|                        | Conservateur           | Surelys Perez hernandez    | 2 199  | 4,00  | 1,67 |        |
|                        | Vert                   | Franco Fiori               | 1 308  | 2,38  | 3,50 |        |
|                        | Marxiste-Léniniste     | Gisèle Desrochers          | 284    | 0,52  | 0,39 |        |
|                        |                        |                            |        |       |      |        |
| Votes valides          | Votes valides          | Votes valides              | 54 988 | 98,11 |      |        |
| Bulletins nuls         | Bulletins nuls         | Bulletins nuls             | 1 062  | 1,89  |      |        |
| Total                  | Total                  | Total                      | 56 050 | 100   |      |        |
| Abstention             | Abstention             | Abstention                 | 26 669 | 32,24 |      |        |
| Inscrits/Participation | Inscrits/Participation | Inscrits/Participation     | 82 719 | 67,76 |      |        |

| Parti                  | Parti                  | Candidat               | Votes  | %     | +/-  | Maj.   |
| ---------------------- | ---------------------- | ---------------------- | ------ | ----- | ---- | ------ |
|                        | Libéral                | Patricia Lattanzio     | 29 010 | 69,38 | 8,05 | 24 629 |
|                        | Conservateur           | Louis Ialenti          | 4 381  | 10,48 | 1,46 |        |
|                        | NPD                    | Alicia Di Tullio       | 3 460  | 8,27  | 1,75 |        |
|                        | Bloc québécois         | Laurence Massey        | 3 395  | 8,12  | 1,46 |        |
|                        | Parti populaire        | Daniele Ritacca        | 1 568  | 3,75  | 2,65 |        |
|                        |                        |                        |        |       |      |        |
| Votes valides          | Votes valides          | Votes valides          | 41 814 | 97,92 |      |        |
| Bulletins nuls         | Bulletins nuls         | Bulletins nuls         | 890    | 2,08  |      |        |
| Total                  | Total                  | Total                  | 42 704 | 100   |      |        |
| Abstention             | Abstention             | Abstention             | 31 777 | 42,66 |      |        |
| Inscrits/Participation | Inscrits/Participation | Inscrits/Participation | 74 481 | 57,34 |      |        |

| Parti                  | Parti                  | Voix    | %     | +/-           | Sièges | +/-           |
| ---------------------- | ---------------------- | ------- | ----- | ------------- | ------ | ------------- |
|                        | Libéral                | 194 000 | 46,03 | 1,38          | 7      | en stagnation |
|                        | Bloc québécois         | 95 941  | 22,77 | 1,71          | 1      | en stagnation |
|                        | NPD                    | 82 165  | 19,50 | 1,65          | 1      | en stagnation |
|                        | Conservateur           | 27 846  | 6,61  | 0,46          | 0      | en stagnation |
|                        | Parti populaire        | 10 555  | 2,50  | 1,73          | 0      | en stagnation |
|                        | Vert                   | 7 617   | 1,81  | 2,99          | 0      | en stagnation |
|                        | Parti Libre            | 810     | 0,19  | Nv.           | 0      | en stagnation |
|                        | Marxiste-Léniniste     | 800     | 0,19  | 0,06          | 0      | en stagnation |
|                        | Rhinocéros             | 656     | 0,16  | 0,11          | 0      | en stagnation |
|                        | PIQ                    | 221     | 0,05  | 0,01          | 0      | en stagnation |
|                        | Communiste             | 203     | 0,05  | en stagnation | 0      | en stagnation |
|                        | Protection des animaux | 199     | 0,05  | Nv.           | 0      | en stagnation |
|                        | Indépendant            | 424     | 0,10  | 0,65          | 0      | en stagnation |
|                        |                        |         |       |               |        |               |
| Suffrages exprimés     | Suffrages exprimés     | 421 437 | 98,00 |               |        |               |
| Votes blancs et nuls   | Votes blancs et nuls   | 8 614   | 2,00  |               |        |               |
| Total                  | Total                  | 430 051 | 100   | -             | 9      | en stagnation |
| Abstention             | Abstention             | 268 477 | 38,43 |               |        |               |
| Inscrits/Participation | Inscrits/Participation | 698 528 | 61,57 |               |        |               |

| Parti                  | Parti                  | Candidat                 | Votes  | %     | +/-  | Maj.   |
| ---------------------- | ---------------------- | ------------------------ | ------ | ----- | ---- | ------ |
|                        | Libéral                | Anju Dhillon             | 25 233 | 52,41 | 0,51 | 17 691 |
|                        | Bloc québécois         | Cloé Rose Jenneau        | 7 542  | 15,67 | 1,40 |        |
|                        | NPD                    | Fabiola Ngamaleu Teumeni | 6 241  | 12,96 | 1,15 |        |
|                        | Conservateur           | Jude Bazelais            | 5 754  | 11,95 | 1,41 |        |
|                        | Parti populaire        | Michael Patterson        | 2 020  | 4,20  | 3,20 |        |
|                        | Vert                   | Laura Mariani            | 1 351  | 2,81  | 2,70 |        |
|                        |                        |                          |        |       |      |        |
| Votes valides          | Votes valides          | Votes valides            | 48 141 | 98,39 |      |        |
| Bulletins nuls         | Bulletins nuls         | Bulletins nuls           | 786    | 1,61  |      |        |
| Total                  | Total                  | Total                    | 48 927 | 100   |      |        |
| Abstention             | Abstention             | Abstention               | 33 853 | 40,90 |      |        |
| Inscrits/Participation | Inscrits/Participation | Inscrits/Participation   | 82 780 | 59,10 |      |        |

| Parti                  | Parti                  | Candidat               | Votes  | %     | +/-  | Maj.   |
| ---------------------- | ---------------------- | ---------------------- | ------ | ----- | ---- | ------ |
|                        | Libéral                | Francis Scarpaleggia   | 32 477 | 56,26 | 1,90 | 21 566 |
|                        | Conservateur           | Éric Forget            | 10 911 | 18,90 | 3,64 |        |
|                        | NPD                    | Jonathan Gray          | 7 679  | 13,30 | 1,10 |        |
|                        | Bloc québécois         | Rémi Lebeuf            | 3 078  | 5,33  | 0,01 |        |
|                        | Vert                   | Milan Kona-Mancini     | 1 868  | 3,24  | 3,78 |        |
|                        | Parti populaire        | Afia Lassy             | 1 712  | 2,97  | 1,62 |        |
|                        |                        |                        |        |       |      |        |
| Votes valides          | Votes valides          | Votes valides          | 57 725 | 99,10 |      |        |
| Bulletins nuls         | Bulletins nuls         | Bulletins nuls         | 524    | 0,90  |      |        |
| Total                  | Total                  | Total                  | 58 249 | 100   |      |        |
| Abstention             | Abstention             | Abstention             | 25 463 | 30,42 |      |        |
| Inscrits/Participation | Inscrits/Participation | Inscrits/Participation | 83 712 | 69,58 |      |        |

| Parti                  | Parti                  | Candidat               | Votes  | %     | +/-  | Maj.  |
| ---------------------- | ---------------------- | ---------------------- | ------ | ----- | ---- | ----- |
|                        | Libéral                | David Lametti          | 20 330 | 42,93 | 0,59 | 9 869 |
|                        | Bloc québécois         | Raphaël Guérard        | 10 461 | 22,09 | 2,00 |       |
|                        | NPD                    | Jason De Lierre        | 9 168  | 19,36 | 2,89 |       |
|                        | Conservateur           | Janina Moran           | 3 530  | 7,45  | 0,41 |       |
|                        | Parti populaire        | Michel Walsh           | 1 600  | 3,38  | 2,44 |       |
|                        | Vert                   | Sarah Carter           | 1 439  | 3,04  | 3,80 |       |
|                        | Parti Libre            | Pascal Antonin         | 636    | 1,34  | Nv.  |       |
|                        | Communiste             | JP Fortin              | 196    | 0,41  | Nv.  |       |
|                        |                        |                        |        |       |      |       |
| Votes valides          | Votes valides          | Votes valides          | 47 360 | 97,86 |      |       |
| Bulletins nuls         | Bulletins nuls         | Bulletins nuls         | 1 036  | 2,14  |      |       |
| Total                  | Total                  | Total                  | 48 396 | 100   |      |       |
| Abstention             | Abstention             | Abstention             | 31 473 | 39,41 |      |       |
| Inscrits/Participation | Inscrits/Participation | Inscrits/Participation | 79 869 | 60,59 |      |       |

| Parti                  | Parti                  | Candidat                | Votes  | %     | +/-  | Maj.   |
| ---------------------- | ---------------------- | ----------------------- | ------ | ----- | ---- | ------ |
|                        | Libéral                | Anthony Housefather     | 23 284 | 57,69 | 1,39 | 13 395 |
|                        | Conservateur           | Frank Cavallaro         | 9 889  | 24,50 | 0,43 |        |
|                        | NPD                    | Ibrahim Bruno El-Khoury | 3 381  | 8,38  | 0,12 |        |
|                        | Bloc québécois         | Yegor Komarov           | 1 585  | 3,93  | 0,09 |        |
|                        | Vert                   | Clément Badra           | 1 083  | 2,68  | 2,79 |        |
|                        | Parti populaire        | Zachary Lozoff          | 1 051  | 2,60  | 1,77 |        |
|                        | Marxiste-Léniniste     | Diane Johnston          | 89     | 0,22  | 0,03 |        |
|                        |                        |                         |        |       |      |        |
| Votes valides          | Votes valides          | Votes valides           | 40 362 | 98,92 |      |        |
| Bulletins nuls         | Bulletins nuls         | Bulletins nuls          | 440    | 1,08  |      |        |
| Total                  | Total                  | Total                   | 40 802 | 100   |      |        |
| Abstention             | Abstention             | Abstention              | 30 365 | 42,67 |      |        |
| Inscrits/Participation | Inscrits/Participation | Inscrits/Participation  | 71 167 | 57,33 |      |        |

| Parti                  | Parti                  | Candidat                | Votes  | %     | +/-  | Maj.   |
| ---------------------- | ---------------------- | ----------------------- | ------ | ----- | ---- | ------ |
|                        | Libéral                | Marc Garneau            | 24 510 | 53,76 | 2,52 | 15 757 |
|                        | NPD                    | Emma Elbourne-Weinstock | 8 753  | 19,20 | 3,79 |        |
|                        | Conservateur           | Mathew Kaminski         | 6 412  | 14,06 | 2,62 |        |
|                        | Bloc québécois         | Jordan Craig Larouche   | 2 407  | 5,28  | 0,59 |        |
|                        | Vert                   | Sam Fairbrother         | 1 835  | 4,02  | 6,71 |        |
|                        | Parti populaire        | David Freiheit          | 1 498  | 3,29  | 2,17 |        |
|                        | Marxiste-Léniniste     | Rachel Hoffman          | 117    | 0,26  | 0,13 |        |
|                        | Héritage chrétien      | Geofryde Wandji         | 59     | 0,13  | Nv.  |        |
|                        |                        |                         |        |       |      |        |
| Votes valides          | Votes valides          | Votes valides           | 45 591 | 99,03 |      |        |
| Bulletins nuls         | Bulletins nuls         | Bulletins nuls          | 446    | 0,97  |      |        |
| Total                  | Total                  | Total                   | 46 037 | 100   |      |        |
| Abstention             | Abstention             | Abstention              | 27 558 | 37,45 |      |        |
| Inscrits/Participation | Inscrits/Participation | Inscrits/Participation  | 73 595 | 62,55 |      |        |

| Parti                  | Parti                  | Candidat               | Votes  | %     | +/-  | Maj.  |
| ---------------------- | ---------------------- | ---------------------- | ------ | ----- | ---- | ----- |
|                        | Libéral                | Rachel Bendayan        | 16 714 | 45,39 | 0,80 | 7 135 |
|                        | NPD                    | Ève Péclet             | 9 579  | 26,02 | 5,95 |       |
|                        | Bloc québécois         | Célia Grimard          | 5 535  | 15,03 | 1,18 |       |
|                        | Conservateur           | Jasmine Louras         | 2 882  | 7,83  | 1,30 |       |
|                        | Vert                   | Grace Tarabey          | 1 198  | 3,25  | 8,85 |       |
|                        | Parti populaire        | Yehuda Pinto           | 819    | 2,22  | 1,33 |       |
|                        | Indépendant            | Angela-Angie Joshi     | 93     | 0,25  | -    |       |
|                        |                        |                        |        |       |      |       |
| Votes valides          | Votes valides          | Votes valides          | 36 820 | 98,78 |      |       |
| Bulletins nuls         | Bulletins nuls         | Bulletins nuls         | 456    | 1,22  |      |       |
| Total                  | Total                  | Total                  | 37 276 | 100   |      |       |
| Abstention             | Abstention             | Abstention             | 28 448 | 43,28 |      |       |
| Inscrits/Participation | Inscrits/Participation | Inscrits/Participation | 65 724 | 56,72 |      |       |

| Parti                  | Parti                  | Candidat                | Votes  | %     | +/-  | Maj.   |
| ---------------------- | ---------------------- | ----------------------- | ------ | ----- | ---- | ------ |
|                        | Libéral                | Sameer Zuberi           | 29 296 | 56,01 | 0,42 | 18 403 |
|                        | Conservateur           | Terry Roberts           | 10 893 | 20,83 | 3,17 |        |
|                        | NPD                    | Maninderjit Kaur Tumbar | 6 034  | 11,54 | 1,29 |        |
|                        | Bloc québécois         | Nadia Bourque           | 4 141  | 7,92  | 0,14 |        |
|                        | Parti populaire        | Mark Sibthorpe          | 1 942  | 3,71  | 2,43 |        |
|                        |                        |                         |        |       |      |        |
| Votes valides          | Votes valides          | Votes valides           | 52 306 | 98,84 |      |        |
| Bulletins nuls         | Bulletins nuls         | Bulletins nuls          | 615    | 1,16  |      |        |
| Total                  | Total                  | Total                   | 52 921 | 100   |      |        |
| Abstention             | Abstention             | Abstention              | 28 977 | 35,38 |      |        |
| Inscrits/Participation | Inscrits/Participation | Inscrits/Participation  | 81 898 | 64,62 |      |        |

| Parti                  | Parti                  | Candidat                | Votes  | %     | +/-  | Maj.   |
| ---------------------- | ---------------------- | ----------------------- | ------ | ----- | ---- | ------ |
|                        | Libéral                | Emmanuella Lambropoulos | 22 056 | 59,10 | 0,50 | 15 154 |
|                        | Conservateur           | Richard Serour          | 6 902  | 18,50 | 1,05 |        |
|                        | NPD                    | Nathan Devereaux        | 4 059  | 10,88 | 0,75 |        |
|                        | Bloc québécois         | Florence Racicot        | 2 972  | 7,96  | 0,87 |        |
|                        | Parti populaire        | Gregory Yablunovsky     | 1 182  | 3,17  | 1,96 |        |
|                        | Marxiste-Léniniste     | Ginette Boutet          | 146    | 0,39  | 0,21 |        |
|                        |                        |                         |        |       |      |        |
| Votes valides          | Votes valides          | Votes valides           | 37 317 | 98,31 |      |        |
| Bulletins nuls         | Bulletins nuls         | Bulletins nuls          | 642    | 1,69  |      |        |
| Total                  | Total                  | Total                   | 37 959 | 100   |      |        |
| Abstention             | Abstention             | Abstention              | 28 383 | 42,78 |      |        |
| Inscrits/Participation | Inscrits/Participation | Inscrits/Participation  | 66 342 | 57,22 |      |        |

| Parti                  | Parti                  | Candidat                       | Votes  | %     | +/-  | Maj.   |
| ---------------------- | ---------------------- | ------------------------------ | ------ | ----- | ---- | ------ |
|                        | Libéral                | Marc Miller                    | 24 978 | 50,54 | 2,94 | 15 737 |
|                        | NPD                    | Sophie Thiébaut                | 9 241  | 18,70 | 2,95 |        |
|                        | Bloc québécois         | Soledad Orihuela-Bouchard      | 6 176  | 12,50 | 0,64 |        |
|                        | Conservateur           | Steve Shanahan                 | 6 138  | 12,42 | 3,64 |        |
|                        | Vert                   | Cynthia Charbonneau-Lavictoire | 1 343  | 2,72  | 4,36 |        |
|                        | Parti populaire        | Denise Dubé                    | 1 291  | 2,61  | 1,62 |        |
|                        | Marijuana              | Hans Armando Vargas            | 134    | 0,27  | Nv.  |        |
|                        | Marxiste-Léniniste     | Linda Sullivan                 | 122    | 0,25  | 0,16 |        |
|                        |                        |                                |        |       |      |        |
| Votes valides          | Votes valides          | Votes valides                  | 49 423 | 98,63 |      |        |
| Bulletins nuls         | Bulletins nuls         | Bulletins nuls                 | 689    | 1,37  |      |        |
| Total                  | Total                  | Total                          | 50 112 | 100   |      |        |
| Abstention             | Abstention             | Abstention                     | 38 766 | 43,62 |      |        |
| Inscrits/Participation | Inscrits/Participation | Inscrits/Participation         | 88 878 | 56,38 |      |        |

| Parti                  | Parti                  | Voix    | %     | +/-  | Sièges | +/-           |
| ---------------------- | ---------------------- | ------- | ----- | ---- | ------ | ------------- |
|                        | Libéral                | 218 878 | 52,74 | 0,87 | 9      | en stagnation |
|                        | NPD                    | 64 135  | 15,45 | 2,10 | 0      | en stagnation |
|                        | Conservateur           | 63 311  | 15,25 | 2,07 | 0      | en stagnation |
|                        | Bloc québécois         | 43 897  | 10,58 | 0,32 | 0      | en stagnation |
|                        | Parti populaire        | 13 115  | 3,16  | 2,08 | 0      | en stagnation |
|                        | Vert                   | 10 117  | 2,44  | 4,74 | 0      | en stagnation |
|                        | Parti Libre            | 636     | 0,15  | Nv.  | 0      | en stagnation |
|                        | Marxiste-Léniniste     | 474     | 0,11  | 0,04 | 0      | en stagnation |
|                        | Communiste             | 196     | 0,05  | Abs. | 0      | en stagnation |
|                        | Marijuana              | 134     | 0,03  | Nv.  | 0      | en stagnation |
|                        | Héritage chrétien      | 59      | 0,01  | Nv.  | 0      | en stagnation |
|                        | Indépendant            | 93      | 0,02  | 0,26 | 0      | en stagnation |
|                        |                        |         |       |      |        |               |
| Suffrages exprimés     | Suffrages exprimés     | 415 045 | 98,66 |      |        |               |
| Votes blancs et nuls   | Votes blancs et nuls   | 5 634   | 1,34  |      |        |               |
| Total                  | Total                  | 420 679 | 100   | -    | 9      | en stagnation |
| Abstention             | Abstention             | 273 286 | 39,38 |      |        |               |
| Inscrits/Participation | Inscrits/Participation | 693 965 | 60,62 |      |        |               |

### Outaouais
| Parti                  | Parti                  | Candidat               | Votes  | %     | +/-  | Maj.  |
| ---------------------- | ---------------------- | ---------------------- | ------ | ----- | ---- | ----- |
|                        | Libéral                | Stéphane Lauzon        | 19 371 | 38,27 | 0,48 | 1 529 |
|                        | Bloc québécois         | Yves Destroismaisons   | 17 842 | 35,25 | 1,09 |       |
|                        | Conservateur           | Marie Louis-Seize      | 6 547  | 12,94 | 0,85 |       |
|                        | NPD                    | Michel Welt            | 3 390  | 6,70  | 0,82 |       |
|                        | Parti populaire        | Marc Vachon            | 2 777  | 5,49  | 4,05 |       |
|                        | Parti Libre            | Paul Lynes             | 686    | 1,36  | Nv.  |       |
|                        |                        |                        |        |       |      |       |
| Votes valides          | Votes valides          | Votes valides          | 50 613 | 98,19 |      |       |
| Bulletins nuls         | Bulletins nuls         | Bulletins nuls         | 933    | 1,81  |      |       |
| Total                  | Total                  | Total                  | 51 546 | 100   |      |       |
| Abstention             | Abstention             | Abstention             | 32 985 | 39,02 |      |       |
| Inscrits/Participation | Inscrits/Participation | Inscrits/Participation | 84 531 | 60,98 |      |       |

| Parti                  | Parti                  | Candidat               | Votes  | %     | +/-  | Maj.   |
| ---------------------- | ---------------------- | ---------------------- | ------ | ----- | ---- | ------ |
|                        | Libéral                | Steven MacKinnon       | 26 267 | 50,04 | 2,10 | 13 989 |
|                        | Bloc québécois         | Geneviève Nadeau       | 12 278 | 23,39 | 2,01 |        |
|                        | Conservateur           | Joël E. Bernard        | 5 752  | 10,96 | 0,66 |        |
|                        | NPD                    | Fernanda Rengel        | 4 508  | 8,59  | 2,4  |        |
|                        | Parti populaire        | Mathieu Saint-Jean     | 2 264  | 4,31  | 3,31 |        |
|                        | Vert                   | Rachid Jemmah          | 783    | 1,49  | 2,57 |        |
|                        | Parti Libre            | Luc Lavoie             | 411    | 0,78  | Nv.  |        |
|                        | Rhinocéros             | Sébastien Grenier      | 178    | 0,34  | Nv.  |        |
|                        | Marxiste-Léniniste     | Pierre Soublières      | 56     | 0,11  | 0,03 |        |
|                        |                        |                        |        |       |      |        |
| Votes valides          | Votes valides          | Votes valides          | 52 497 | 98,47 |      |        |
| Bulletins nuls         | Bulletins nuls         | Bulletins nuls         | 818    | 1,53  |      |        |
| Total                  | Total                  | Total                  | 53 315 | 100   |      |        |
| Abstention             | Abstention             | Abstention             | 30 476 | 36,37 |      |        |
| Inscrits/Participation | Inscrits/Participation | Inscrits/Participation | 83 791 | 63,63 |      |        |

| Parti                  | Parti                  | Candidat                | Votes  | %     | +/-  | Maj.   |
| ---------------------- | ---------------------- | ----------------------- | ------ | ----- | ---- | ------ |
|                        | Libéral                | Greg Fergus             | 26 892 | 52,47 | 1,60 | 18 569 |
|                        | Bloc québécois         | Simon Provost           | 8 323  | 16,24 | 1,67 |        |
|                        | NPD                    | Samuel Gendron          | 6 483  | 12,65 | 0,93 |        |
|                        | Conservateur           | Sandrine Perion         | 5 507  | 10,75 | 1,70 |        |
|                        | Parti populaire        | Éric Fleury             | 1 864  | 3,64  | 2,48 |        |
|                        | Vert                   | Simon Gnocchini-Messier | 1 459  | 2,85  | 4,19 |        |
|                        | Parti Libre            | Josée Lafleur           | 375    | 0,73  | Nv.  |        |
|                        | Rhinocéros             | Mike LeBlanc            | 203    | 0,40  | 0,05 |        |
|                        | Indépendant            | Catherine Dickins       | 143    | 0,28  | -    |        |
|                        |                        |                         |        |       |      |        |
| Votes valides          | Votes valides          | Votes valides           | 51 249 | 98,72 |      |        |
| Bulletins nuls         | Bulletins nuls         | Bulletins nuls          | 666    | 1,28  |      |        |
| Total                  | Total                  | Total                   | 51 915 | 100   |      |        |
| Abstention             | Abstention             | Abstention              | 26 145 | 33,49 |      |        |
| Inscrits/Participation | Inscrits/Participation | Inscrits/Participation  | 78 060 | 66,51 |      |        |

| Parti                  | Parti                  | Candidat                    | Votes  | %     | +/-  | Maj.   |
| ---------------------- | ---------------------- | --------------------------- | ------ | ----- | ---- | ------ |
|                        | Libéral                | Sophie Chatel               | 26 899 | 43,38 | 5,48 | 14 095 |
|                        | Conservateur           | Michel Gauthier             | 12 804 | 20,65 | 3,81 |        |
|                        | Bloc québécois         | Gabrielle Desjardins        | 10 424 | 16,81 | 0,76 |        |
|                        | NPD                    | Denise Giroux               | 6 824  | 11,01 | 0,50 |        |
|                        | Parti populaire        | David Bruce Gottfred        | 2 813  | 4,54  | 3,29 |        |
|                        | Vert                   | Shaughn McArthur            | 1 711  | 2,76  | 3,32 |        |
|                        | Parti Libre            | Geneviève Labonté-Chartrand | 480    | 0,77  | Nv.  |        |
|                        | Quatrième front        | James McNair                | 52     | 0,08  | Nv.  |        |
|                        |                        |                             |        |       |      |        |
| Votes valides          | Votes valides          | Votes valides               | 62 007 | 98,85 |      |        |
| Bulletins nuls         | Bulletins nuls         | Bulletins nuls              | 723    | 1,15  |      |        |
| Total                  | Total                  | Total                       | 62 730 | 100   |      |        |
| Abstention             | Abstention             | Abstention                  | 33 372 | 34,73 |      |        |
| Inscrits/Participation | Inscrits/Participation | Inscrits/Participation      | 96 102 | 65,27 |      |        |

### Saguenay–Lac-Saint-Jean

#### Chicoutimi—Le Fjord
| Parti                  | Parti                  | Candidat               | Votes  | %     | +/-  | Maj.  |
| ---------------------- | ---------------------- | ---------------------- | ------ | ----- | ---- | ----- |
|                        | Conservateur           | Richard Martel         | 17 228 | 41,01 | 4,19 | 3 201 |
|                        | Bloc québécois         | Julie Bouchard         | 14 027 | 33,39 | 1,52 |       |
|                        | Libéral                | Jean Duplain           | 7 676  | 18,27 | 1,17 |       |
|                        | NPD                    | Ismaël Raymond         | 1 944  | 4,63  | 1,88 |       |
|                        | Parti populaire        | Jimmy Voyer            | 649    | 1,55  | 0,73 |       |
|                        | Vert                   | Yves Laporte           | 482    | 1,15  | 2,01 |       |
|                        |                        |                        |        |       |      |       |
| Votes valides          | Votes valides          | Votes valides          | 42 006 | 98,14 |      |       |
| Bulletins nuls         | Bulletins nuls         | Bulletins nuls         | 797    | 1,86  |      |       |
| Total                  | Total                  | Total                  | 42 803 | 100   |      |       |
| Abstention             | Abstention             | Abstention             | 22 776 | 34,73 |      |       |
| Inscrits/Participation | Inscrits/Participation | Inscrits/Participation | 65 579 | 65,27 |      |       |

#### Jonquière
| Parti                  | Parti                  | Candidat               | Votes  | %     | +/-   | Maj.  |
| ---------------------- | ---------------------- | ---------------------- | ------ | ----- | ----- | ----- |
|                        | Bloc québécois         | Mario Simard           | 19 036 | 41,86 | 6,26  | 5 813 |
|                        | Conservateur           | Louise Gravel          | 13 223 | 29,08 | 8,14  |       |
|                        | Libéral                | Stéphane Bégin         | 9 546  | 20,99 | 5,09  |       |
|                        | NPD                    | Mariève Ruel           | 2 559  | 5,63  | 18,96 |       |
|                        | Vert                   | Marie-Josée Yelle      | 738    | 1,62  | 0,42  |       |
|                        | Rhinocéros             | Line Bélanger          | 372    | 0,82  | Abs.  |       |
|                        |                        |                        |        |       |       |       |
| Votes valides          | Votes valides          | Votes valides          | 45 474 | 97,45 |       |       |
| Bulletins nuls         | Bulletins nuls         | Bulletins nuls         | 1 188  | 2,55  |       |       |
| Total                  | Total                  | Total                  | 46 662 | 100   |       |       |
| Abstention             | Abstention             | Abstention             | 27 405 | 37,00 |       |       |
| Inscrits/Participation | Inscrits/Participation | Inscrits/Participation | 74 067 | 63,00 |       |       |

#### Lac-Saint-Jean
| Parti                  | Parti                  | Candidat                | Votes  | %     | +/-  | Maj.   |
| ---------------------- | ---------------------- | ----------------------- | ------ | ----- | ---- | ------ |
|                        | Bloc québécois         | Alexis Brunelle-Duceppe | 25 466 | 50,73 | 6,77 | 12 567 |
|                        | Conservateur           | Serge Bergeron          | 12 899 | 25,70 | 2,57 |        |
|                        | Libéral                | Marjolaine Étienne      | 9 371  | 18,67 | 6,47 |        |
|                        | NPD                    | Mathieu Chambers        | 1 637  | 3,26  | 1,82 |        |
|                        | Vert                   | Annie Thibault          | 824    | 1,64  | 0,22 |        |
|                        |                        |                         |        |       |      |        |
| Votes valides          | Votes valides          | Votes valides           | 50 197 | 97,64 |      |        |
| Bulletins nuls         | Bulletins nuls         | Bulletins nuls          | 1 215  | 2,36  |      |        |
| Total                  | Total                  | Total                   | 51 412 | 100   |      |        |
| Abstention             | Abstention             | Abstention              | 33 362 | 39,35 |      |        |
| Inscrits/Participation | Inscrits/Participation | Inscrits/Participation  | 84 774 | 60,65 |      |        |